# Внутрипартийная борьба в ВКП(б) в 1920-е годы
Внутрипартийная борьба в ВКП(б) в 1920-е годы — процесс перераспределения власти во Всесоюзной коммунистической партии большевиков, начавшийся с отходом Владимира Ленина от политической деятельности.
В верхах коммунистической партии началась ожесточённая борьба за роль преемника Ленина. По её итогам Сталину удалось оттеснить своих соперников, в первую очередь, Троцкого и Зиновьева. По мнению Ричарда Пайпса, ВКП(б) в своём развитии закономерно прошла этапы постепенной концентрации власти в руках всё более и более узкой группы лиц; от ЦК — к Политбюро (и, кроме того, от партийного съезда — к ЦК), от Политбюро — к неформальной «тройке» Зиновьев —  Каменев — Сталин и, наконец, к установлению единоличного правления.
Различные историки считают, что временем прихода Сталина к единоличной власти следует считать годы от 1926 до 1929. В декабре 1925 года на XIV съезде ВКП(б) Сталин был назван в выступлении К. Е. Ворошилова «главным членом Политбюро», который «в разрешении вопросов принимает наиболее активное участие, и его предложения проходят чаще, чем чьи-либо другие». Апокрифическое «Письмо старого большевика» называет датой окончательного установления единоличного правления Сталина 1933 год; автор этого документа (предполагается, что это фактически был Бухарин) считал, что с этого момента борьба внутри партии качественно изменилась, перейдя от конфликтов «сталинцев» с другими группами к борьбе различных групп «сталинцев» друг с другом с целью повлиять на Сталина лично, склонив его к принятию тех или иных ключевых решений.
В ходе борьбы стороны активно обвиняли друг друга в «контрреволюционности», «мелкобуржуазности», «отходе от ленинизма», «фашизме» и разнообразных «уклонах». Так, Зиновьев в 1925 году обвинял Сталина в «полутроцкистском уклоне», получив взамен не менее абсурдное обвинение в «аксельродовщине» (то есть меньшевизме, по имени Аксельрода П. Б.), хотя он критиковал официальный ЦК не справа, а слева. Показательно, что на XII съезде РКП(б) в 1923 году сам же Зиновьев, возглавляя на тот момент официальный ЦК, заявлял, что «всякая критика партийной линии, хотя бы так называемая „левая“, является ныне объективно меньшевистской критикой».
Велась своеобразная «война компроматов», главным образом, в виде прошлых разногласий с Лениным, которые в то или иное время имелись у всех претендентов. Так, на VII расширенном пленуме исполкома Коминтерна (1926) Сталин заявил, что в 1917 году Каменев, узнав о Февральской революции, отправил из ссылки в Ачинске поздравительную телеграмму великому князю Михаилу, как «первому гражданину свободной России».
В действительности, слухи о «телеграмме Каменева» ходили в Петрограде непосредственно весной 1917 года, и тогда же официально опровергались «Правдой». Крупным компроматом на самого Сталина стало Письмо Ленина к XII съезду (более известное, как Завещание Ленина), в одном из пунктов рекомендовавшее снять Сталина с поста Генерального секретаря. Впоследствии появились также слухи о том, что Сталин до революции сотрудничал с царской «охранкой».
Особенностью всех этих процессов являлось то, что борьба за власть как таковая сопровождалась самыми ожесточёнными дискуссиями о путях экономического, политического и национально-государственного устройства СССР. Все стороны конфликта проявили известный моральный релятивизм, заключая альянсы со вчерашними противниками и против вчерашних союзников (в частности, «зиновьевец» Угланов в 1925 году перебежал на сторону Сталина, однако в 1928 году присоединился к «правому уклону»), меняли свои платформы на прямо противоположные. Так, Троцкий вошёл в историю, как «борец» за «внутрипартийную демократию» и против «термидора»; парадоксально, но после Гражданской войны его самого воспринимали как главного кандидата в «красные Бонапарты». По поводу же демократии, Троцкий, сам находясь на вершине власти, в 1920 году выступал с требованием «перетряхивания» профсоюзов, а на X съезде (1921) заявлял, что его оппоненты устраивают из лозунга «демократизма» фетиш. Сталин на XIII партконференции (1924) заметил, что для Троцкого «демократия нужна, как конек, как стратегический манёвр». Сам же Сталин, последовательно борясь с «левацкой» оппозицией Троцкого — Зиновьева (1926—1927), после её разгрома, под влиянием кризиса хлебозаготовок 1927 года немедленно «перехватил» лозунги оппозиции; в области индустриализации и коллективизации Сталин фактически осуществил троцкистскую программу.
Подобные политические манёвры были вполне заурядными для того времени; Зиновьев, ставший во время Гражданской войны личным врагом Троцкого, в 1923—1924 годах ожесточённо боролся с ним (Троцкий даже приписывает Зиновьеву изобретение самого термина «троцкизм»), однако в 1926 году предпочёл составить блок с этим же Троцким. Не менее впечатляющей выглядит политическая эволюция одного из самых умеренных политиков 1920-х годов, Бухарина: во время Гражданской войны он находился не на правом, а, наоборот, на левом фланге большевизма, и даже написал популярный в партии учебник «Азбука коммунизма», наполненный апологетикой режима «военного коммунизма».
Все эти дискуссии развернулись в период особенно массовых наборов в партию полуграмотных рабочих «от станка» (см. Ленинский призыв), зачастую вообще не понимавших содержания идейных споров, в ряде случаев принимавших оторванный от жизни, схоластический характер. Изучение документов того времени показывает, что низовые партийные ячейки в большинстве случаев вообще никак не интересовались бушевавшими в верхах спорами вождей, взаимно дискредитировавших друг друга. Большинство рядовых членов партии в таких условиях предпочитали голосовать за Сталина, в качестве Генерального секретаря превратившегося в верховного распределителя постов и привилегий. К началу 1930-х годов огромное большинство рядовых коммунистов, порядка 75 %, имели лишь низшее образование, многие не умели читать и писать. Процент лиц с высшим образованием, и так в среде большевиков всегда невысокий, упал до порядка 1 %. В условиях аграрного перенаселения в деревне и безработицы, доходившей в 20-е годы до 15 %, люди интересовались совсем другими проблемами. В период борьбы с «троцкистско-зиновьевским блоком» слесарь из Владивостока писал Молотову: «Пока Вы там спорите, у меня семья может с голоду умереть… Вы напоминаете средневековые турниры споров на религиозную тему».
К 1930-м годам советская государственная идеология обогатилась целым рядом новых доктрин. Личным изобретением Сталина обычно считается тезис о «построении социализма в отдельно взятой стране», впервые выдвинутый им в конце 1924 года, хотя на самом деле данное положение было сформулировано Лениным в 1915 году в статье «О лозунге Соединённых Штатов Европы». Парадоксально, но по итогам борьбы в советский официоз вошёл целый ряд доктрин, разработанный расстрелянными фракционерами, противниками Сталина. Так, термин «генеральная линия партии» был выдвинут Бухариным, славословия в адрес Ленинграда, как «города трёх революций» продвигались Зиновьевым. Зиновьеву также принадлежит тезис о германской социал-демократии, как о «социал-фашизме»; в конечном итоге, эта доктрина обеспечила срыв альянса немецких левых сил против нацизма. Доктрина форсированной «сверхиндустриализации» за счёт выкачки средств из крестьянства впервые была разработана близким к Троцкому экономистом Преображенским в 1924 году. Парадоксально, но даже официозный лозунг «Сталин — это Ленин сегодня» выдвинут не кем иным, как Каменевым.

## Предыстория
Начиная с момента своего основания, большевизм был практически непрерывно погружен во внутреннюю фракционную борьбу (более подробно см. Список оппозиций в ВКП(б)). Вплоть до осени 1918 года власть Ленина в партии отнюдь не была абсолютной. Практически по любому принципиальному вопросу ему приходилось выдерживать тяжёлую борьбу с различными оппозициями; в некоторых случаях решения принимались вразрез ясно выраженной воле Ленина, простым большинством голосов. Особенно тяжёлым стал вопрос о мире в 1918 году; Ленину удалось добиться принятия мира только под угрозой отставки.
Вместе с тем, Ленин никогда не применял репрессий против своих вчерашних оппонентов. Как подчёркивает Ричард Пайпс, при всей своей жестокости к настоящим или потенциальным противникам большевизма, в кругу своих соратников Ленин предпочитал действовать убеждением. Так, осенью 1917 года взбешённый Ленин требовал исключения из партии Зиновьева и Каменева, однако уже через несколько месяцев он назначил Зиновьева председателем Петросовета, а через год — главой Коминтерна.
Вместе с тем, одним из основных конкурентных преимуществ большевиков в острой борьбе периода революции и Гражданской войны была внутренняя сплочённость, жёсткая централизованная организация во главе с харизматичным лидером. Эсеровская партия уже к концу 1917 года развалилась на части, выделив самостоятельную ПЛСР, в 1918 году также расколовшуюся. Меньшевики, вследствие значительной свободы внутренних организационных форм, фактически развалились на враждующие фракции даже до революции. К началу 1920-х годов некогда влиятельные партии меньшевиков и эсеров породили целый ряд мелких осколков: партию революционного коммунизма и партию народников-коммунистов (отколовшиеся от левых эсеров), российскую социалистическую рабочую партию интернационалистов (бывшие меньшевистские «новожизненцы»), эсеровскую группу «Народ» (см. Уфимская делегация) и т. д. В то же время большевикам, несмотря на все свои разногласия, удавалось сохранять единство.
К концу Гражданской войны ситуация резко изменилась. Партия стала фактически единственной легальной политической организацией в стране (см. Однопартийная система), к ней начали массово присоединяться лица, которые в других условиях предпочли бы вступить в другую партию. До четверти делегатов X съезда (1921) составили выходцы из других партий, главным образом — бывшие меньшевики. После прихода к власти партия пережила громадный численный рост; в партию начали массово вступать люди, не разделявшие большевистских убеждений, но рассчитывавшие сделать карьеру.
К концу Гражданской войны в России возникло резкое противоречие политического режима, установленного внутри партии и вне её. В условиях цензуры и государственного террора единственной легальной политической деятельностью в стране стала внутрипартийная фракционная борьба. В партии по традиции сохранялась свобода мнений. Оппозиционеры могли публично выступать в защиту своей точки зрения, отстаивая её даже в печати, в ряде случаев — вплоть до газеты «Правда».
Дискуссия о профсоюзах 1920—1921 годов наглядно продемонстрировала, что партия пришла в состояние самого крайнего разброда. Число только официально зарегистрированных «платформ» дошло до восьми. По представлениям того времени, РКП(б) оказалась на грани распада на несколько враждующих партий, как это ранее произошло с РСДРП, развалившейся на меньшевиков и большевиков. Появилась «рабочая оппозиция», наглядно показывавшая, что от партии начали отворачиваться заводские рабочие, традиционно считавшиеся главной социальной базой большевизма.
Другим тревожным симптомом для Ленина стал тот факт, что при обсуждении тезисов Троцкого в декабре 1920 года ЦК раскололся примерно пополам. Ситуация начинала напоминать борьбу за подписание Брестского мира; Ленин начал опасаться потери контроля над собственной партией.
На X съезде (март 1921 года) Ленин лично «продавил» принятие исторической резолюции «О единстве партии», запретившей любые фракции, которые могли бы в будущем стать «зародышами» новых партий и привести к её распаду. Под признаками фракционности понимались попытки поставить групповую, внутрифракционную, дисциплину выше общепартийной и даже составление собственных программных документов («платформ»), отличных от общепартийных. По мнению Ричарда Пайпса, Ленин преодолел противоречие между политическим режимом внутри партии и вне её; внутрь партии был перенесён тот же режим подавления инакомыслия, что уже был установлен в стране в целом.
Показательно, что в атмосфере того времени подобное решение не вызвало никакого серьёзного сопротивления. Представители «рабочей оппозиции» и оппозиционной «группы демократического централизма» говорили об утрате партией единства с ничуть не меньшим сожалением, чем представители официальной «платформы десяти». Троцкий выразил уверенность, что оппозиционеры, как «солдаты партии», подчинятся её решению.
Когда Ленин, выступая на X съезде, гневно обрушивался на многообразие различных «платформ» (программных документов) и «систему отдельных комнат» (отдельных совещаний по фракциям), как о пути к распаду партии, и он, и его соратники хорошо понимали, о чём идёт речь. В своё время Ленин сам образовал фракцию внутри тогда ещё единой РСДРП, поставив внутрифракционную дисциплину выше общепартийной. На какое-то время большевики-ленинцы даже образовывали собственные фракционные органы, прямо нелегальные с точки зрения партийного устава. Аналогия была достаточно явной, и угроза распада РКП(б) воспринималась, как вполне реальная.
Вместе с тем в 1921 году речь ещё не могла идти об арестах за один только факт оппозиционных убеждений. Самое большее, что грозило фракционерам — исключение из партии. По мнению историка Э. Х. Карра, исключение из партии всего лишь за оппозиционные взгляды является совершенно нормальной мерой — при многопартийной системе исключенный всегда может найти себе другую партию, которая лучше отвечает его убеждениям. Однако в условиях однопартийности эта мера начала означать автоматическое прекращение вообще всякой легальной политической деятельности. По мнению исследователя, именно это обеспечило размах и особую ожесточённость фракционной борьбы.
В то же время, борьба с оппозицией долгое время велась очень осторожно и растянулась более чем на десятилетие. Только XVII съезд ВКП(б) (1934 год) смог констатировать, что резолюция 1921 года выполнена, и в партии впервые нет никаких фракций. Первым примером применения силовых репрессий во внутрипартийной борьбе стал проведённый в 1923 году органами ГПУ разгром одного из осколков запрещённой «рабочей оппозиции», группы Мясникова. После своего исключения из партии оппозиционеры продолжили свою политическую деятельность, теперь уже прямо нелегальную, и подверглись арестам. В том же году Дзержинский официально потребовал от членов партии доносить в его ведомство об известных им случаях фракционной деятельности.
В большевистской партии того времени отсутствовала должность председателя ЦК или аналогичная. Ленин, при всём своём авторитете, формально считался точно таким же членом ЦК, как и все остальные. Должность Генерального секретаря была впервые введена лишь в 1922 году, и первоначально означала лишь главу подчинённого, «технического», аппарата, а не роль лидера партии. В таких условиях внутрипартийная борьба зачастую принимала форму сколачивания той или иной стороной заведомого большинства в ЦК. Начиная с 1921 года, сторонники Троцкого оказываются в меньшинстве, в ЦК образуются значительные, и всё растущие, группировки «зиновьевцев» (Каменев, Залуцкий, Лашевич, Сокольников, Угланов и др.) и «сталинцев» (Каганович, Киров, Орджоникидзе, Микоян, Ярославский, Молотов и т. д.)

## Краткая хронология
Хронология внутрипартийной борьбы может быть рассмотрена следующим образом.
1921—1922. Хотя дискуссия о профсоюзах продемонстрировала фактический раскол партии на огромное количество самых разных идеологических платформ, основным содержанием этого периода стала борьба с «рабочей оппозицией», в первую очередь, с группой Шляпников — Коллонтай. Против оппозиции лично выступил Ленин, обвинивший её в «анархо-синдикалистском уклоне», а также лично «продавивший» на X съезде (1921) историческую резолюцию «О единстве партии», запретившую фракционную борьбу, которая могла бы в перспективе привести к превращению фракций в отдельные партии.
Другой исторической резолюцией X съезда стало решение о замене продразвёрстки более лёгким продналогом, что в течение ближайшего года привело к развёртыванию НЭПа, и обеспечило стране гражданский мир вплоть до, по крайней мере, конца 20-х годов. Многие большевики прямо называли этот шаг «крестьянским Брестом», сдачей радикальных планов по переустройству страны перед лицом массовых восстаний крестьянского большинства.
Потерпев поражение на X съезде, «рабочая оппозиция» в феврале 1922 направила в Исполком Коминтерна «Заявление 22-х» с резкой критикой; по представлениям того времени, РКП(б) считалась лишь одной из подчинённых, национальных секций Коминтерна. На деле же с момента основания Коминтерн во всём зависел от Москвы, и реакция на заявление оппозиции была предсказуемой.
На XI съезде (1922) «рабочая оппозиция» фактически была разгромлена, начались массовые исключения из партии. Отдельные осколки оппозиции продолжили свою деятельность уже нелегально. Первым случаем применения ОГПУ во внутрипартийной борьбе стал разгон группы Мясникова, что произошло после полемики самого Мясникова лично с Лениным.
Основным поводом для оппозиционной критики был тот факт, что большевистская партия, называя себя «рабочей», а свою власть — «диктатурой пролетариата», на деле всегда в значительной степени состояла из радикальных интеллигентов, многие из которых обозначали род своих занятий, как «литераторы». Хорошо известно, что в историческом первом составе Совнаркома, избранном II Всероссийским Съездом Советов рабочих и солдатских депутатов в 1917 году, собственно рабочими было лишь двое — Шляпников и Ногин. Кроме того, три человека были дворянами (Ленин, Оппоков (Ломов) и Луначарский). За всё время существования партии, численность рабочих превысила в ней 50 % только в 1923 году.
Для организации РККА в больших количествах привлекались бывшие царские офицеры, традиционно воспринимавшиеся социалистами, как контрреволюционеры, стремящиеся к силовому разгону восстаний. Для организации промышленности большевикам пришлось массово привлекать бывших инженеров, и, в некоторых случаях — даже бывших владельцев, а на службу в госучреждения массово поступали опытные бюрократы, служившие ещё до революции. Всё это вызывало у оппозиции вопросы — действительно ли рабочий класс правит страной, как это много раз декларировалось? Кроме того, в ходе Гражданской войны, во время существования «диктатуры пролетариата» материальный уровень рабочих катастрофически снизился, рабочий класс также резко сократился численно.
Партии пришлось всё же пойти навстречу этой критике. В ходе Генеральной чистки 1921—1922 годов численность РКП(б) резко сократилась, процент рабочих заметно вырос.
1922—1923. В 1922 году встал вопрос о необходимости урегулирования отношений Москвы с советизированными национальными окраинами бывшей Российской империи. В связи с этим возникли дискуссии о распределении власти между центром и окраинами, об отношении к ряду национальных партий левой ориентации, сотрудничавших с большевизмом. Сталину не удалось «продавить» свой «великодержавный» проект «автономизации». Под давлением лично Ленина был принят проект Союза ССР, в котором союзные республики получали все атрибуты государственности (впрочем, в условиях однопартийной системы декоративные). На XII съезде (1923) Сталину удалось в тяжелой борьбе разгромить так называемых «национал-уклонистов» из Грузии.
1923—1924. После третьего инсульта Ленина к власти пришла «тройка» Зиновьев — Каменев — Сталин. На короткое, около полутора лет, время, Зиновьев фактически стал лидером партии и государства. «Тройка» развернула ожесточённую борьбу с Троцким, который рассматривался, как один из основных претендентов на роль преемника умирающего Ленина. Также он был особенно опасен, так как в его руках всё ещё находилась армия.
В ЦК сложилось устойчивое большинство «зиновьевцев» и «сталинцев», что в условиях, когда вопросы решались голосованием, означало, что Троцкий оказался изолирован от принятия решений. Начиная с 1921 года, группа его сторонников в ЦК становилась всё меньше. Этому также способствовали начавшиеся с 1923 года регулярные расширения ЦК; на практике они проходили за счёт высших партийных функционеров, сторонников Зиновьева или Сталина.
Троцкий проиграл традиционную предсъездовскую дискуссию в преддверии XIII съезда. Он был обвинён в фактическом ведении запрещённой X съездом фракционной борьбы, в стремлении натравить партийную молодёжь на верхи партии. Со своей стороны, он заявлял о формировании в партии «секретарской иерархии», фактическом сворачивании внутрипартийной демократии. Подобные заявления смотрелись довольно двусмысленно в устах такого известного сторонника военно-командных методов, как Троцкий; в 1921 году на такие же упрёки «рабочей оппозиции» он ответил, что оппозиция «делает из лозунга демократизма фетиш». Подобную эволюцию проделали позднее также Зиновьев и, после него, «правые»: находясь на вершине власти, они стремились применять к оппозиции силу под предлогом борьбы с расколом партии и фракционностью. Оказавшись же в меньшинстве, они через какое-то время вспоминали о внутрипартийной демократии.
На XIII съезде 1924 года Троцкий оказался в ничтожном меньшинстве, и впервые подвергся травле. Его поражению также способствовал начавшийся в 1924 года массовый набор в партию рабочих, ленинский призыв. В большинстве своём они плохо разбирались в идеологических распрях, и предпочитали голосовать за Сталина.
Потеряв контроль над ЦК, Троцкий также медленно терял контроль над Реввоенсоветом. Сформированные Сталиным комиссии закономерно выносили заключения о существующих в армии крупных недостатках. Под предлогом их исправления предполагалось ввести в Реввоенсовет новых лиц, которые все оказывались «зиновьевцами» и «сталинцами».
Всё, что мог сделать Троцкий в такой ситуации — напомнить партийным массам о своём авторитете основателя Красной армии и одного из основных организаторов Октябрьской революции. Воспользовавшись временной разминкой Зиновьева со Сталиным (на своём выступлении на курсах секретарей укомов при ЦК РКП(б), по меркам того времени — третий по значимости форум после съездов и пленумов ЦК — 17 июня 1924, Сталин подверг Зиновьева критике за неверную цитату Ленина, «из России нэповской будет Россия социалистическая» было процитировано, как «из России нэпманской будет Россия социалистическая»), Троцкий с сентября 1924 опубликовал серию статей «Уроки Октября». Тем самым он фактически начал так называемую «литературную дискуссию с троцкизмом».
Троцкий напомнил партии, что в 1917 году именно он был одним из основных организаторов октябрьского восстания, а Зиновьев и Каменев тогда вообще были против выступления. В ответ «зиновьевцы» опубликовали дореволюционные заметки, в которых Ленин и Троцкий обменивались взаимными оскорблениями. Зиновьев, Сталин и Бухарин выступили со своими ответами, в которых обвинили Троцкого в меньшевизме, в стремлении «подменить ленинизм троцкизмом — враждебным ленинизму мелкобуржуазным учением». По итогам дискуссии Троцкий потерпел сокрушительное поражение. В январе 1925 года он потерял пост председателя Реввоенсовета. Заменивший его авторитетный советский военный того времени, Михаил Фрунзе, умер в октябре 1925 при до конца непонятных обстоятельствах. Уже в 1926 году оппозиция обвинила в этой смерти Сталина. Бажанов предполагал, что Фрунзе не был ни «троцкистом», ни «сталинцем», а вёл свою игру, возможно готовя военный переворот.
Основным внешнеполитическим содержанием периода стало возникновение «революционной ситуации» в Германии в 1923 году. Франко-бельгийская оккупация Рура вызвала массовое недовольство населения, усугублённое тяжёлым экономическим положением Веймарской республики (см. Рурский конфликт). Положение дел особенно обострилось осенью 1923 года, однако правительству удалось подавить как нацистский «пивной путч» в Мюнхене, так и коммунистическое восстание в Гамбурге. Выступления коммунистов в Саксонии и Тюрингии заглохли, несмотря на поддержку советского посла Крестинского.
Зиновьев и Сталин с самого начала оценивали перспективы этой революции скептически. Троцкий использовал этот провал для критики в их адрес.
1925. После «свержения» Троцкого «тройка» немедленно раскололась. В декабре 1924 Сталин впервые выдвинул тезис о «построении социализма в отдельной стране», и начал методичную работу по сколачиванию большинства на приближавшемся XIV съезде. Стремясь создать противовес Зиновьеву и Каменеву, он возвысил группу Бухарина — Рыкова — Томского. Бухарин только в 1924 году был переведён из кандидатов в члены Политбюро. Рыков после смерти Ленина был назначен председателем Совнаркома, в связи с чем даже рассматривался определённой частью населения, как «глава государства».
Вокруг Зиновьева сформировалась так называемая «ленинградская оппозиция» (группа Зиновьева — Каменева — Сокольникова — вдовы Ленина Крупской), объективно выражавшая интересы радикальных ленинградских рабочих, настроенных левацки, и недовольных негативными сторонами НЭПа. Курс на «построение социализма в отдельной стране» резко отвергался. Вместе с тем, «платформа 4-х» не требовала полного сворачивания НЭПа, и была неоднородна; в частности, в неё входил известный своей денежной реформой наркомфин Сокольников.
XIV партконференция (апрель 1925) приняла тезисы Сталина о «построении социализма в отдельно взятой стране». По отношению к деревне провозглашалась политика примирения. В рамках кампании «повернёмся лицом к деревне» в партию было набрано до 137 тыс. крестьян; событие беспрецедентное, партия всегда считала себя «рабочей», и представительство крестьян в ней составляло лишь несколько процентов.
Подготовка к XIV съезду сопровождалась неслыханными скандалами. Зиновьев методично вычистил из состава ленинградской делегации всех «сталинцев», а в преддверии съезда московские и ленинградские партийные издания начали обмениваться оскорблениями. Опасаясь своего поражения в спорах с таким искушённым идеологом, как Зиновьев, Сталин, под предлогом борьбы с фракционностью, запретил традиционную предсъездовскую дискуссию. Оппозиционерам не удалось даже напечатать свои программные документы, которые распространялись ими уже на съезде.
XIV съезд (декабрь 1925) прошёл в атмосфере обструкции и взаимных обвинений. Красноречие Зиновьева, и многочисленные цитаты из Ленина ему не помогли. Оказавшись в меньшинстве, Зиновьев и Каменев вскоре потеряли и все свои высокие посты. В Ленинграде «сталинцы» встретили ожесточённое сопротивление. Местное ОГПУ по приказу Зиновьева запрещало официальные материалы XIV съезда, а во время чистки ленинградской парторганизации в 1926 году местные коммунисты запирались в кабинетах.
1926 — 1927. После разгрома Зиновьева осколки всех оппозиций: «троцкисты», «зиновьевцы», остатки бывших «децистов» и «рабочей оппозиции» объединяются. В реальности подобное объединение вчерашних идейных противников привело только к их дальнейшей дискредитации. Оппозицию обвиняли в том, что она продемонстрировала тем самым свою беспринципность, готовность поступиться собственными идеями ради одной цели — захвата власти.
Оппозиция настаивала на необходимости наступления на «зажиточные слои деревни» и «новую буржуазию», нэпманов, говорила о необходимости форсирования индустриализации, критиковала процессы бюрократизации. Особо резкую реакцию вызвал обращённый к крестьянам лозунг «Обогащайтесь», вскоре снятый по требованию Сталина.
Окончательно завоевав с 1925 года большинство в партии, Сталин медленно «выдавливал» оппозиционеров за рамки легального поля. Оказавшись в меньшинстве, они перешли уже к дореволюционным методам, к организации нелегальных типографий и встреч с рабочими. Начались массовые исключения оппозиционеров из партии.
К 1927 году внутрипартийные разногласия накалились до предела, реальностью стали оскорбления, обструкции, и даже нападения. 20 июля 1926 года после особенно резких перебранок с оппозицией умер от сердечного приступа Дзержинский. Осенью 1926 от оппозиции отошла Крупская, заявившая, что «оппозиция зашла слишком далеко». До чего же дошло дело в 1927 году, можно судить по тому факту, что в августе-сентябре Троцкий запальчиво выдвинул скандальный «тезис о Клемансо». Он заявил, что в случае неизбежного начала новой большой войны враг окажется под Москвой. В таком случае он недвусмысленно пообещал устроить переворот, «перестрелять» сталинцев, и завершить войну победоносно.
Новым предметом для критики стал провал советской политики в Китае; Чан Кайши, какое-то время считавшийся союзником, вырезал в Шанхае коммунистов. Параллельно с кризисом в Китае, в 1927 году резко обострились англо-советские отношения. Кроме того, по СССР прокатилась волна терактов и покушений на теракты, совершённых агентами белоэмигрантской организации РОВС. 7 июня 1927 года «белый» террорист Коверда ликвидировал в Варшаве советского посла Войкова.
После организации 7 ноября 1927 году «параллельной» троцкистской демонстрации Троцкий, Зиновьев и Каменев были исключены из партии в строгом соответствии с механизмом, предложенным лично Лениным в 1921 году против «рабочей оппозиции» — постановлением объединённого пленума ЦК и ЦКК. Вскоре это решение было подтверждено также решением XV съезда (декабрь 1927).
По примеру методов ещё царского правительства, ряд видных оппозиционеров были сосланы, в частности, Троцкий в январе 1928 года был выдворен в Алма-Ату.
1928-1929. Тем не менее, «левацкие» идеи оппозиции всё ещё оставались популярными. Под влиянием кризиса хлебозаготовок 1927 года Сталин предпочёл перехватить её лозунги, провозгласив необходимость форсированной «сверхиндустриализации» за счёт выкачки средств из деревни. Вчерашние союзники, «бухаринцы», стали «правыми уклонистами».
Совершенный Сталиным «левый поворот» произошёл в условиях заметного обострения как экономических проблем (возникла реальная угроза срыва снабжения городов и армии), так и внешнеполитической обстановки (что было воспринято населением, как угроза новой войны). С началом осложнения в 1927 году англо-советских отношений страну охватил военный психоз. Известно, что население начало в массовом порядке скупать предметы первой необходимости.
Декларированная X съездом (1921) «смычка города и деревни» фактически начала разваливаться. Крестьяне стали массово придерживать хлеб, ожидая повышения цен; в партии начали прямо говорить о так называемой «кулацкой хлебной стачке». Представительство крестьян в самой партии всегда было ничтожным, кроме того, в ВКП(б) было всё ещё много участников Гражданской войны, в том числе имевших опыт борьбы с «зелёными» крестьянскими повстанцами. Объявленная «атака на кулака» в подобных условиях нашла много сторонников.
В начале 1928 года уже можно было сказать, что хлебозаготовительная кампания провалена; Сталин лично отправился в Сибирь агитировать крестьян сдавать хлеб государству. Из этой поездки он вернулся убеждённым сторонником силового давления на крестьян.
Кризис хлебозаготовок 1927 года стал последним экономическим кризисом НЭПа. Партия окончательно пришла к выводу, что режим НЭПа исчерпал себя. При своих явных положительных сторонах он имел и отрицательные черты. Восстановительный рост экономики явно подходил к концу, и требовались новые методы. Уровень жизни населения всё ещё оставался ниже довоенного (уровня 1913 года), что в условиях декларированного «всеобщего равенства» вызывало массовую враждебность ко всем группам, воспринимавшимся, как привилегированные: «кулаки», нэпманы, так называемая «буржуазная интеллигенция», и даже большевики с дореволюционным партстажем. Темпы индустриализации оставались относительно медленными. К концу 20-х Россия снова попала в ловушку аграрного перенаселения. Промышленность не могла поглотить излишек рабочих рук, серьёзным социальным злом НЭПа стала массовая безработица (до 15 %).
14 июля 1928 года «бухаринцы» опубликовали в «Правде» статью, гласящую, что «партия не отступит от решений XV съездa ни на шаг, отвергая всякие попытки обойти их с той же решительностью, что и троцкистскую дорожку»; в ответ на это Сталин инициировал отставки в редакции газеты.
В 1929 году Бухарин был выведен из Коминтерна и Политбюро, в 1930 Рыков был снят с поста председателя Совнаркома.
Сталин объявил 1929 год «годом великого перелома». Стратегическими целями государства были декларированы индустриализация, коллективизация и культурная революция.

## Основные претенденты на роль преемника Ленина
К концу Гражданской войны здоровье основателя большевизма и фактического главы государства Ленина В. И. было серьёзно подорвано. Уже с 1920 года у него начались сильные головные боли, начала падать работоспособность. 6 марта 1922 года на заседании коммунистической фракции рабочих — коммунистов Ленин прямо заявил, усиливающаяся болезнь «не дает мне возможности непосредственно участвовать в политических делах и вовсе не позволяет мне исполнять советскую должность, на которую я поставлен». Из-за болезни Ленин появился лишь на 4 из 12 заседаний XI съезда РКП(б).
Официально считалось, что причиной болезни Ленина являлось сильное переутомление вследствие работы на износ в годы революции и Гражданской войны. Немецкие врачи Клемперер и Фестер, лечившие Ленина, считали также, что организм отравлен пулями Фанни Каплан, удалёнными только весной 1922 года. Дополнительным ударом для Ленина стала смерть Инессы Арманд в 1920 году.
В конце 1922 года Ленин на несколько месяцев отошёл от политики. Последним его публичным выступлением стала речь 20 ноября 1922 года на пленуме Моссовета. 18 декабря 1922 года пленум ЦК поручил Сталину обеспечивать соблюдение Лениным режима, установленного врачами; глава государства должен был диктовать не более 5 — 10 минут в день, и, чтобы «не давать почвы для волнений», ему не должны были сообщать ничего из политической жизни. Ричард Пайпс считает, что под видом соблюдения режима ближайшие соратники Ленина фактически установили вокруг него изоляцию.
Тем не менее, Ленин несколько раз всё-таки врывался в политику, выразив своё мнение по поводу монополии внешней торговли, национально-государственного устройства СССР, и особенно проблемы растущего бюрократизма. Под давлением Ленина был отвергнут предложенный Сталиным план «автономизации» РСФСР. Однако, по всей видимости, главной проблемой, особенно занимавшей Ленина в последние месяцы своего сознательного существования, стала проблема бюрократизма.
10 марта 1923 года у Ленина произошёл третий инсульт, после которого он окончательно отошёл от политической деятельности. По оценке Ричарда Пайпса, Ленин фактически стал невменяемым. На повестку дня всё больше выходил вопрос о том, кто именно займёт его место.
Сам Ленин скептически оценивал перспективы своего выздоровления, и говорил, что «один крестьянин» много лет назад предсказал ему смерть «от кондрашки». Однако он так и не назвал своего преемника. В своём «Завещании» Ленин особенно выделил следующих большевистских лидеров: Сталин, Троцкий, Зиновьев и Каменев, Бухарин, Пятаков. Вместе с тем показательно, что Ленин указал не только на их достоинства, но и недостатки. Сталин является «выдающимся вождём», но «слишком груб» и неспособен правильно распорядиться своей властью. Троцкий «самый способный человек в настоящем ЦК», однако страдает чрезмерным самомнением и склонен к авторитаризму. Зиновьев и Каменев в 1917 году вообще были против Октябрьской революции, однако этот «октябрьский эпизод» «мало может быть им ставим в вину», и т. д.
В глазах многих современников, наиболее вероятной заменой Ленину мог стать Троцкий Л. Д. За годы революции и Гражданской войны он стал фактически вторым лицом в государстве. Хотя ЦК РКП(б) осуществлял такие важные действия как замена главнокомандующего РККА вопреки Троцкому, это оставалось в секрете, а мощная пропагандистская машина большевизма, одним из основателей которой он сам и являлся, создала вокруг Троцкого романтический ореол одного из организаторов Октябрьской революции и основателя РККА, «железного вождя победоносного красного фронта». Однако наряду с такими своими качествами, как буйная энергия, организационные способности и несомненный ораторский талант, Троцкий также имел и крупные недостатки: склонность к не всегда оправданным театральным жестам, раздутый эгоцентризм, приверженность к авторитарному стилю руководства, тогда как в партии того времени был более принят коллегиальный стиль. Годы, проведённые во главе армии, только укрепили приверженность Троцкого военно-командным методам. Работа Троцкого «Терроризм и коммунизм» (1920), написанная в порядке полемики с германским социал-демократом Каутским, была наполнена апологетикой самой свирепой диктатуры и государственного террора, которые он оправдывал жёсткими условиями Гражданской войны.
Большевики хорошо знали историю Французской революции, и с переходом к НЭПу в их среде широко распространились ожидания «термидора» — контрреволюционного бонапартистского переворота. Наиболее вероятным кандидатом в «красные бонапарты» тогда казался именно Троцкий, как популярный военачальник, явно склонный к авторитарным методам.
Несомненны огромные заслуги Троцкого перед большевизмом. Осенью 1917 года именно он, как легальный председатель Петросовета, основал Петроградский ВРК — основной орган Октябрьской революции, и принял самое деятельное участие в организации восстания. С 1918 года он стал «военным лидером» большевизма, и, по оценке Пола Джонсона, внёс большой вклад в его спасение от физического уничтожения.
Однако также хорошо известно, что до революции Троцкий долгие годы колебался между большевистской и меньшевистской фракциями социал-демократии, окончательно присоединившись к большевизму лишь в июле 1917 года. Отношения Троцкого с Лениным, идеальные в 1917—1920 годах, до революции были очень плохими. В своей статье 1904 года «Наши политические задачи» Троцкий прямо обвинял Ленина в псевдомарксистской демагогии, стремлении к личной диктатуре и расколу пока ещё единой социал-демократической партии. Сам же Ленин ещё 19 февраля 1917 года в письме Инессе Арманд называл своего будущего наркомвоенмора «мерзавцем», который «виляет, жульничает», а в апреле 1917 года в своих заметках назвал Троцкого «мелким буржуа». В условиях активно строившегося, в том числе и самим Троцким, культа личности Ленина, дореволюционные взаимные оскорбления давали его политическим противникам повод для серьёзных сомнений — останется ли Троцкий далее лоялен большевизму. Фактически, он всегда тяготел к основанию собственного учения и собственной партии.
Применявшиеся Троцким жёсткие методы военного времени создали ему немало врагов. Самыми опасными из них оказались Зиновьев и Сталин. Исследователи расходятся в оценке начала личной ссоры Троцкого с Зиновьевым. По разным данным, она произошла в период подавления Кронштадтского восстания в марте 1921 года, либо во время обороны Петрограда в 1919 году, либо даже из-за разногласий вокруг «однородного социалистического правительства» в конце 1917 года. Ссора же Троцкого со Сталиным и Ворошиловым изучена лучше, и имела место во время обороны Царицына в 1918 году. Троцкий обвинял Сталина в неподчинении, отказе поддерживать курс на строительство централизованной регулярной армии, построенной на принципах единоначалия. Сталин же в ответ обвинял Троцкого в чрезмерной опоре на «контрреволюционных» военспецов. В своём письме Ленину 3 октября 1918 года Сталин раздражённо заявлял, что «Троцкий, вчера только вступивший в партию, старается учить меня партийной дисциплине, забыв, очевидно, что партийная дисциплина выражается не в формальных приказах, но прежде всего в классовых интересах пролетариата».
В начале 1920-х годов влияние Зиновьева и Сталина сильно возросло. После отхода Ленина от дел они сколотили в ЦК «антитроцкистское» большинство. Большевистские лидеры предпочли не иметь дела со своевольным и взрывоопасным Троцким. Вместе с тем всегда сохранялась опасность «троцкистского» военного переворота; находясь во главе армии, Троцкий теоретически мог бы разогнать пошедшее против него Политбюро военной силой.
Зиновьев Г. Е. имел репутацию «ученика Ленина», одного из наиболее приближённых к основателю партии лиц. Действительно, Ленин в апреле 1917 года вернулся из эмиграции вместе с Зиновьевым, также вместе с ним скрывался в Финляндии от Временного правительства. Опасаясь повторения июльского поражения, Зиновьев и Каменев выступали против Октябрьской революции. Однако, когда взбешённый Ленин потребовал их исключения из партии, ЦК большинством голосов отверг это предложение. Несмотря на демонстративную отставку Зиновьева из-за провала переговоров с Викжелем по поводу проекта однородного социалистического правительства, Ленин санкционировал его назначение председателем Петросовета уже в декабре 1917 года. С 1919 года Зиновьев также возглавил Коминтерн.
В 1923—1924 годах именно Зиновьев на короткое время встал во главе партии и государства. На XII съезде РКП(б) (апрель 1923) он впервые прочёл официальный Политический отчёт ЦК, что ранее традиционно делал только Ленин. По представлениям того времени это было недвусмысленной заявкой на роль его преемника. На следующем, XIII, съезде в мае 1924 года Зиновьев также читал Политический отчёт.
По всей видимости, Зиновьев являлся одним из изобретателей метода «номенклатурной обоймы», описанного исследователем Восленским М. С. На все ключевые посты в Петрограде он методично расставил своих личных сторонников, чем обеспечил себе прочный контроль над городом, продержавшийся до XIV съезда ВКП(б) в декабре 1925 года. Современники описывали Зиновьева, как «феодала» Петрограда; невозвращенец Нагловский А. Д. охарактеризовал Зиновьева следующим образом:

…в широких же слоях партии и среди революционно настроенных рабочих Зиновьев пользовался тогда несомненным большим влиянием, и все его выступления проходили неизменно с шумным успехом. Речи Зиновьева были совсем непохожи на речи Ленина и Троцкого. Ленин вообще не обладал ораторским дарованием, к тому же Ленину всегда была нужна аудитория, которая к его идеям была хотя бы минимальна подготовлена. Не рассчитаны на последние ряды галерки бывали и речи Троцкого. Речи же Зиновьева были как раз для галерки. Зиновьев был демагогом черни…
 Иногда, глядя на Зиновьева, мне казалось, что в этом разжиревшем человеке с лицом провинциального тенора и с длинной гривой вьющихся волос проснулся какой-то древний восточный сатрап. В периоды опасности (октябрьская революция, восстание Кронштадта, наступление Юденича) Зиновьев превращался в дезориентированного, панического, но необычайно кровожадного труса. В периоды же спокойного властвования Зиновьев был неврастеничен, безалаберен и, в противоположность многим старым большевикам, не имевшим вкуса к плотским «прелестям жизни», Зиновьев с большим удовольствием предавался всем земным радостям. Хорошо выпить, вкусно поесть, сладко полежать, съездить в театр к красивым актрисам, разыграть из себя вельможу и мецената — все это Зиновьев чрезвычайно любил и проделывал с большим аппетитом.

В начавшейся борьбе позиции «зиновьевцев» казались довольно сильными. Сам Зиновьев контролировал влиятельную ленинградскую парторганизацию, его ближайший сторонник Каменев возглавлял Москву и, одновременно, объединявший ряд ключевых наркоматов Совет Труда и Обороны. Однако с началом борьбы со Сталиным такое положение оказалось во многом «дутым»; «зиновьевцы» смогли удержать за собой лишь только ленинградскую парторганизацию. Ещё большей фикцией оказалось высокое положение Зиновьева, как главы Коминтерна. По представлениям того времени, Коминтерн являлся мировой, наднациональной компартией, в которую ВКП(б) входила лишь как одна из подчинённых, национальных, секций. Таким образом, глава Коминтерна находился даже выше, чем любой лидер ВКП(б). На деле же Коминтерн с момента своего основания во всём зависел от Москвы, фактически являясь внешним рычагом Советской России.
Также как Ленин и Троцкий, Зиновьев провёл значительную часть своей жизни в эмиграции. Он всегда воспринимал революцию в России лишь как ступеньку к мировой революции, и не мог принять сталинскую доктрину «построения социализма в одной стране». Долгое руководство Коминтерном только укрепило в нём эти убеждения. Политические взгляды Зиновьева являлись крайне левыми. В 1920-е годы он во многом выражал мнение радикально настроенных петроградских рабочих, недовольных негативными последствиями НЭПа.
Помимо способностей оратора, Зиновьев также считал себя крупным идеологом и плодовитым публицистом. После него осталось обширное литературное наследие, в настоящее время практически неизвестное.
На начало 1920-х годов Сталин И. В. всё ещё был относительно мало известен, по сравнению с Лениным или Троцким. Однако вместе с тем он уверенно входил во второй эшелон лидеров большевизма: один из старейших большевиков, член партии с момента её основания в 1902 году, член ЦК с 1912 года и член Политбюро с 1919 года, Сталин также входил в состав Петроградского ВРК и исторического первого состава Совнаркома, избранного II Съездом Советов в 1917 году.
В бурном 1917 году Сталин, со своим грузинским акцентом, предпочитал воздерживаться от участия в митингах. Однако впоследствии он оказался эффективен в качестве «газетного оратора»; годы политической борьбы выработали у Сталина свой особый стиль «вопросов и ответов». В 1917 году Сталин пишет ряд программных статей, непосредственно во время восстания руководит освобождением от юнкеров редакции газеты «Рабочий путь» (как тогда называлась «Правда»), обеспечивает ЦК связь с бежавшим в Финляндию Лениным.
Несколько лет Сталин курировал национальную политику большевизма, получив второстепенную должность наркома по делам национальностей, выступал с рядом официальных докладов ЦК по национальному вопросу на съездах партии. С 1920 года Сталин также возглавил Рабкрин (органы государственного контроля).
Резкое восхождение Сталина к вершинам власти началось с окончанием Гражданской войны. Наступление мирного времени и затухание революций в Европе поставили большевиков перед необходимостью приступить к строительству в стране полноценного государственного аппарата. В этот период Сталин был постоянным членом ЦК РКП(б), а на Пленуме ЦК РКП(б) 3 апреля 1922 года был избран в Политбюро и Оргбюро ЦК РКП(б), а также Генеральным секретарём ЦК РКП(б). Первоначально эта должность означала лишь руководство аппаратом партии, тогда как лидером партии и правительства формально оставался Председатель СНК РСФСР Ленин. Таким образом, Сталин фактически возглавил «технический» аппарат партии в момент его бурного роста, возглавив одновременно Оргбюро ЦК, Секретариат ЦК и Рабкрин. Ряд сторонников Сталина также вошли в ЦКК (органы партийного контроля).
Если настоящим призванием для Троцкого оказалась организация Красной армии, то для Сталина таким призванием стала методичная организация госаппарата. Исследователь Восленский М. С. даже называет его настоящим основателем номенклатуры. По оценке Ричарда Пайпса, из всех крупных большевиков того времени лишь один Сталин имел вкус к «скучной» канцелярской работе. Его назначению на пост Генерального секретаря никто не завидовал. Идейным предшественником Сталина в этом отношении являлся Свердлов Я. М.; он также имел «кабинетно-бюрократический» склад ума, и, в качестве главы Секретариата ЦК руководил всем партаппаратом, тогда, впрочем, ещё находившимся в зародыше.
Сталин всегда мало интересовался бурными идеологическими распрями, бушевавшими в среде левой эмиграции. Он презрительно называл их «бурей в стакане воды», и до революции предпочитал находиться в России на нелегальной партийной работе. В начале 1920-х годов он одним из первых разочаровался в перспективах «мировой революции». Политические взгляды Сталина со временем начали всё сильнее тяготеть к традиционному русскому великодержавию, хотя он отнюдь не собирался механически восстановить старую империю. Наиболее ярко его взгляды проявились уже в 1922 году, когда при основании СССР он выдвинул проект «автономизации» (национальные окраины должны были войти в советскую федерацию на правах автономий, а не союзных республик; сама федерация при этом называлась «Российской»). Так как сам Сталин при этом не был русским, его политические противники называли подобные взгляды «русапетством».
Сердцем «аппаратной империи» Сталина стал Учраспред ЦК, уже за период апрель 1922 — апрель 1923 произведший 10 351 назначений и перемещений. Как идеолог, Сталин сильно уступал таким искушённым митинговым ораторам, как Троцкий и Зиновьев, но его методом стали не дискуссии. Возглавив партаппарат, Сталин начал методично расставлять на все ключевые посты в стране своих личных сторонников. Он никогда не забывал об интересах собственных назначенцев, продвигая для них различные привилегии. В глазах партийных масс генсек превратился в верховного распределителя высоких постов и различных льгот, вплоть до путёвок в санатории. Быстро растущему слою номенклатуры также импонировала такая черта Сталина, как личный аскетизм.
Во внутрипартийной борьбе Сталина всегда отличала крайняя осторожность. Вплоть до окончательного прихода к власти, он всегда воспринимался, как «умеренный». Осенью 1917 года Сталин, вместе с большинством ЦК, проголосовал за вооружённое восстание, но также, вместе с большинством ЦК, проголосовал против исключения из партии Зиновьева и Каменева. В дальнейшем Сталин поддержал запрет партии кадетов, разгон Учредительного собрания, в 1918 году проголосовал за Брестский мир. В 1918—1919 годах Сталин и Ворошилов были идейно близки к «военной оппозиции», но так и не присоединились к ней официально. Во время бурной «дискуссии о профсоюзах» 1920—1921 годов он предпочёл присоединиться к официальной «платформе десяти».
Тем не менее совсем без разногласий с Лениным не удалось обойтись даже ему; самым острым и таких конфликтов стал вопрос о национально-государственном устройстве СССР. Этот конфликт даже дошёл до личной ссоры с Крупской Н. К.
Бухарин Н. И. долгое время являлся одним из крупнейших идеологов партии. В 1918—1929 годах он был главным редактором газеты «Правда». В 1919 году написал в соавторстве с Преображенским Е. А. работу «Азбука коммунизма», имевшую большой успех в партии. В 1920-е годы Бухарин пользовался огромной популярностью. Ленин в своём «завещании» прямо назвал его «любимцем партии», впрочем, ленинская характеристика Бухарина, также как и характеристики всех остальных большевистских лидеров, была весьма двусмысленной:

Бухарин не только ценнейший и крупнейший теоретик партии, он также законно считается любимцем всей партии, но его теоретические воззрения очень с большим сомнением могут быть отнесены к вполне марксистским, ибо в нём есть нечто схоластическое (он никогда не учился и, думаю, никогда не понимал вполне диалектики).
В отличие от Троцкого, Зиновьева и Сталина, Бухарин долгие годы оставался кандидатом в члены ЦК. Впервые он был избран в члены ЦК, войдя также в Политбюро, лишь в 1924 году. Несмотря на всю свою популярность, в аппаратной борьбе Бухарин не имел никаких шансов. Если за Троцким шла армия, значительная часть учащейся молодёжи и даже часть ОГПУ, а Зиновьев прочно контролировал Петроград, за Бухариным не было ничего, кроме редакции газеты «Правда», и Института красной профессуры, где у него было много единомышленников. В Политбюро и ЦК сторонники Бухарина были в заведомом меньшинстве. Имея в своих руках все аппаратные рычаги, Сталин с лёгкостью вычистил редакцию «Правды» от бухаринцев.
Столь же фиктивным было и высокое положение ближайших сторонников Бухарина — Рыкова и Томского. Томский возглавлял советские профсоюзы — организацию, в условиях СССР чисто декоративную. Рыков после смерти Ленина получил пост председателя Совнаркома, в силу чего даже считался значительной частью населения новым главой государства. В реальности же, в связи с переносом центра принятия решений от советских органов в партийные, должность Рыкова была такой же декорацией, как и «высокая» должность председателя ВЦИК Калинина.
Без компромата в виде прошлых разногласий с Лениным не обошёлся и Бухарин. В 1918 году он возглавлял фракцию «левых коммунистов», энергично протестовавшую против заключения позорного для России Брестского мира. Тем не менее, Ленин никогда впоследствии не вспоминал об этом, и отношения двух политиков оставались хорошими.
Внутрипартийное положение особенно обострилось после хозяйственного кризиса лета 1923 года; в стране началась бурная внутрипартийная дискуссия. В октябре 1923 года ряд оппозиционеров, не только троцкистов, направили в Политбюро т. н. «Заявление сорока шести». На XIII съезде РКП(б) (май 1924 года) все оппозиционеры были осуждены. Влияние Сталина сильно возросло.
В 1920-х годах высшая власть в партии, и фактически в стране, принадлежала Политбюро ЦК ВКП(б), в котором до смерти Ленина кроме Ленина и Сталина, входило ещё пять человек: Л. Д. Троцкий, Г. Е. Зиновьев, Л. Б. Каменев, А. И. Рыков и М. П. Томский.

## Фундаментальные противоречия большевизма в начале 1920-х
К 1921 году большевикам удалось победить в напряжённой борьбе периода революции и Гражданской войны. В стране установилась однопартийная система, ранее практически не имевшая прецедентов в мировой истории.
Судя по всему, подобная система стала результатом чистой импровизации; ещё в декабре 1917 года большевики вовсе не планировали устанавливать диктатуру своей партии. По итогам Октябрьской революции к власти в стране пришла широкая коалиция радикалов: большевиков, левых эсеров и анархистов (тактика так называемого «единого фронта», в 30-е годы продвигавшаяся Троцким в международном коммунистическом движении, и реально применённая Сталиным при советизации Восточной Европы в 40-е).
Однако большевистские радикализм и готовность разгонять силой демократически избранные органы власти, вставшие на пути преобразований, быстро вызвали к жизни вооруженное сопротивление. Ленинцам очень скоро пришлось столкнуться с эсеро-меньшевистским бойкотом II Всероссийского Съезда Советов рабочих и солдатских депутатов, с предполагаемой попыткой анархистского переворота в Москве в апреле 1918 года, с Народной армией эсеро-меньшевистского правительства Комуча, с левоэсеровским мятежом в Москве в июле 1918, с эсеровскими терактами против Володарского, Урицкого и Ленина. Наглядным примером для большевиков стала также судьба демократических правительств левой ориентации: сибирской Директории, разогнанной колчаковцами, и Дальневосточной республики, уничтоженной белогвардейским переворотом 26 мая 1921 года.
Логика Гражданской войны привела к силовому запрету партий, выступивших против большевиков с оружием. Однако при этом применялась отнюдь не только сила. Многие члены других партий с 1917 года начали массово вступать в большевистскую партию, рассчитывая сделать карьеру. Целый ряд мелких и слабых партий и фракций, поодиночке не имевших никаких политических перспектив, предпочли вступить в РКП(б) в полном составе. Первой из такой групп стала социал-демократическая фракция «межрайонцев», вступившая в РСДРП(б) еще в июле 1917 года.
Однако дальнейшее развитие большевизма столкнулось с целым рядом глубоких противоречий.
Во-первых, марксистская теория, которой, по крайней мере на словах, руководствовались большевики, прямо утверждала, что так называемые «социалистические революции» должны будут произойти, в первую очередь, в экономически развитых индустриальных странах Западной Европы, в Британии, Франции, Германии. Во всех этих странах существовал многочисленный класс «кадровых» (то есть переселившихся в города уже далеко не в первом поколении) заводских рабочих. Высокую степень их сплочённости, по мнению марксистов, должна была обеспечивать достигнутая в Европе высокая степень концентрации промышленного производства.
На деле же большевизм победил в России, по западным меркам — отсталой аграрной стране с огромным крестьянским большинством. Несмотря на довольно быстрый численный рост, рабочие все ещё составляли лишь несколько процентов населения, причём, в большинстве своём, представляли собой недавних выходцев из деревни, ещё не вполне порвавших связи с ней, и готовых в любой момент туда вернуться.
Этот вопрос являлся поводом для жёстких споров с меньшевиками, прямо говорившими, что, по выражению Плеханова, «российская история ещё не смолола той муки, из которой можно будет испечь пшеничный пирог социализма». Порвав с меньшевистской ортодоксией, коммунисты в итоге всё же столкнулись с реальностью в виде «зелёных» крестьянских восстаний в 1920-21 годах, буквально затопивших Россию, и грозивших перекинуться в армию, также по своему составу в основном крестьянскую.
Численность же рабочих в концу Гражданской войны катастрофически сократилась, вследствие массового бегства населения из голодающих городов произошла массовая деурбанизация и деиндустриализация. По мнению Ричарда Пайпса, в результате правления большевиков, «мелкобуржуазный» характер России, как это ни парадоксально, только увеличился. В 20-е годы промышленность снова начала восстанавливаться, однако основной массой рабочих становилась вчерашняя крестьянская молодёжь.
Это противоречие стало, по крайней мере с 1925 года, поводом для самых ожесточённых дискуссий внутри ВКП(б). Восстановительный рост периода НЭПа к концу 1920-х начал исчерпывать себя. В 20-е годы Россия снова, как и в период правления Николая II, столкнулась с аграрным перенаселением. Так же как и до революции, в стране появился избыток рабочих рук, который не могли поглотить ни медленно растущая промышленность, ни эмиграция, ни переселение из европейской части страны за Урал.
Во-вторых, теория прямо утверждала, что революция должна быть мировой, то есть произойти примерно в одно время везде. На первых порах в Европе действительно произошёл целый ряд восстаний, и на свет появились многие недолговечные советские республики, в частности Баварская и Венгерская. Большевистские лидеры в это время всерьёз рассчитывали на советизацию в самое ближайшее время всей или практически всей Европы, на самую широкую помощь советской Германии.
Однако к 20-м годам революционная волна в Европе окончательно утихла. Большевикам пришлось приступить к строительству в России полноценного государственного управления, и, в то же время, как-то выстраивать нормальные отношения с ничуть не собиравшимся рушиться «буржуазными» правительствами Запада. Продолжение курса на разжигание восстаний в Европе («экспорт революции») на деле приводило лишь к дипломатическим осложнениям и параличу внешней торговли.
Осенью 1923 года провалилась очередная, далеко не первая, попытка устроить революцию в Германии (см. Восстание спартакистов (1919), Мартовское восстание (1921), Гамбургское восстание (1923)) и также в Болгарии (см. Сентябрьское восстание), а 1 декабря 1924 года также провалилось восстание в Таллине. 25 февраля 1925 года Политбюро ЦК постановило свернуть за границей свои боевые группы, получавшие финансирование из СССР.
Одним из скандалов этого времени стало фальшивое «Письмо Зиновьева», сфабрикованное белоэмигрантом Дружиловским и якобы подстрекавшее английских коммунистов к гражданской войне. Впрочем, ещё с 1921 года дружественный Советской России левый режим был установлен в Монголии (эта страна фактически стала российским протекторатом ещё в царствование Николая II).
Сталин одним из первых разочаровался в перспективах «мировой революции», его отношение к Коминтерну быстро стало самым скептическим. Этот настрой выразился в доктрине «строительства социализма в отдельно взятой стране», грубо противоречившей марксистской доктрине, однако в большей или меньшей степени отражавшей сложившуюся в стране и в мире реальность.
В-третьих, территориальное устройство Советской России также несло явные черты импровизации. В ходе Гражданской войны большевики образовали до нескольких десятков разнообразных советских республик и ревкомов, которые неоднократно переформировывались по мере продвижения фронтов. В ходе борьбы они выступали совместно со многими левыми национальными партиями, привлечёнными ленинским лозунгом «национального самоопределения вплоть до полного отделения».
В условиях однопартийной системы, реальная власть оказалась у партийного центра в Москве, единым было также командование РККА и многие наркоматы. Однако ряд национальных окраин бывшей Российской империи формально считались «отдельными государствами», причём их территориальное деление зачастую не соответствовало реальности. Так, территория современных Средней Азии и Казахстана на тот момент входила в состав РСФСР, а Закавказье было искусственно объединено в нежизнеспособную ЗСФСР. Её предтечей являлась существовавшая в 1918 году Закавказская демократическая федеративная республика, развалившаяся вследствие острых противоречий между Арменией, Азербайджаном и Грузией.
В-четвёртых, хотя большевики и называли свою власть «советской», на самом деле она отнюдь не являлась таковой. Советы — выборные многопартийные органы, стихийно образованные сразу после Февральской революции, в 1918 году потеряли всякую власть. Поскольку теперь в них уже повсеместно было коммунистическое большинство, делегаты в порядке партийной дисциплины голосовали за решения, уже принятые партийными органами.
В-пятых, хотя партия традиционно называла себя «рабочей», а своё правление — «диктатурой пролетариата», это долгое время также не соответствовало действительности. Большинство членов ЦК в 1917-18 годах являлись интеллигентами. В историческом первом составе Совнаркома рабочими являлись лишь двое (Шляпников и Ногин), а три человека (Ленин, Луначарский, и Ломов (Оппоков)) были дворянами. Ещё в 1921 году из числа делегатов с решающим голосом X съезда рабочими было лишь 37,2 %, при примерно таком же или даже большем количестве интеллигентов (обозначивших свой род занятий, как «литераторы», «конторско-канцелярские служащие» и др.)
В-шестых, свои противоречия были и в режиме НЭПа. Резолюция X съезда «О продналоге» отнюдь не предполагала восстановления свободы частного предпринимательства и фактической реставрации в стране капитализма, однако сама логика событий потребовала этого в течение ближайшего года. Однако при самой широкой экономической либерализации в 20-е годы произошло самое свирепое «закручивание гаек» в области политики, в связи с чем Ричард Пайпс даже называет НЭП «советским лжетермидором». Именно в это время окончательно оформилась однопартийная система (в 1922-24 годах прекратили существование меньшевики, в 1922 в Москве прошёл показательный процесс над эсерами, которые затем официально самораспустились в 1923), началась антирелигиозная кампания и заметное давление на церковь, с 1922 власти инициировали движение обновленчества.
Тогда как для населения СССР 20-е годы стали временем гражданского мира и относительного благополучия в экономике, внутри партии бушевала ожесточённая фракционная борьба и постепенно нарастало подавление инакомыслия.

## Дискуссии вокруг основания СССР. 1922—1923
В ходе Гражданской войны большевики образовали на территории бывшей Российской империи до нескольких десятков советских республик и ревкомов, которые неоднократно переформировывались по мере продвижения фронтов. К 1922 году необходимость урегулирования отношений окончательно стала очевидной. В самом деле, существующие советские республики формально считались «независимыми» государствами, однако в условиях однопартийной системы республиканские компартии входили в РКП(б) на правах местных организаций, единым также было командование РККА и ряд наркоматов.
Во время борьбы со своими политическими противниками в национальных окраинах большевики предпочли опереться на целый ряд национальных движений социалистической ориентации, привлечённых лозунгом развития национальной культуры, самоопределения вплоть до полного отделения. Вследствие этого довольно остро встал вопрос о распределении власти между союзным центром в Москве и национальными окраинами.
Одним из первых «национал-уклонистов» стал татарский коммунист М. Х. Султан-Галиев; его духовные поиски сильно отклонились от большевизма. Фактически он был близок к основанию того, что позднее стали называть «исламским социализмом». Ещё в 1923 году Султан-Галиев под давлением лично Зиновьева был исключён из партии.
В сентябре 1922 года ЦК поручил Сталину, как наркому по делам национальностей, подготовить свои предложения о будущем устройстве советской федерации. 15 сентября Сталин направил Ленину записку, в которой высказывался в пользу перераспределения полномочий в пользу центра, заявив, что альтернативой станет хозяйственная дезорганизация и раскол. 25 сентября комиссия ЦК под председательством Молотова приняла сталинский план «автономизации»: предполагалось включение всех существовавших на тот момент советских республик (Украины, Белоруссии и Закавказской СФСР) в состав РСФСР на правах автономий (Средняя Азия в это время уже входила в РСФСР также на правах автономии).
Этот план был равнодушно принят в Белоруссии, однако вызвал определённое сопротивление на Украине. Особенно щекотливой оказалась ситуация на родине Сталина, в Грузии, где традиционно большой популярностью пользовались местные меньшевики.
26 сентября против «автономизации» высказался лично Ленин, заявивший, что Сталин «немного имеет устремление торопиться». 27 сентября получено предложения Каменева добавить пункт о праве республик на односторонний выход из союза; впрочем, в условиях однопартийной системы этот пункт являлся чистой декорацией.
6 октября 1922 года пленум ЦК РКП(б) декларировал объединение РСФСР, БССР, УССР и ЗакСФСР в единое союзное государство, получившее название «Союза Советских Социалистических Республик» (без слова «Российский» и вообще географических наименований), с сохранением за союзными республиками права выхода.
Это решение вызвало резкое сопротивление большинства ЦК Компартии Грузии, настаивавшего на включении Грузии в СССР непосредственно и с сохранением всех внешних атрибутов государственности, а не в составе Закавказской СФСР. К концу ноября 1922 грузинский ЦК вошёл в острый конфликт с Закавказским крайкомом РКП(б), 1-м секретарём которого являлся один из ближайших соратников Сталина, Орджоникидзе Г. К.. В ответ на требования вхождения Грузии в СССР непосредственно, а не в составе ЗСФСР, Орджоникидзе обвинил ряд грузинских коммунистов в нарушении партийной дисциплины. В своём заявлении он назвал верхушку грузинского ЦК «шовинистической гнилью». 4 человека были отозваны из ЦК Грузии, 19 октября Заккрайком снял с поста секретаря ЦК КПГ Окуджаву М., в ответ весь состав ЦК КПГ подал в отставку, обвинив Орджоникидзе в создании «держимордовского режима».
Конфликт дошёл до рукоприкладства; грузинский коммунист Кабахидзе назвал Орджоникидзе «сталинским ишаком», получив в ответ пощёчину (Грузинское дело).
По требованию лично Ленина для разбора конфликта была назначена комиссия ЦК во главе с Дзержинским. Комиссия приняла линию Орджоникидзе, рекомендовав также отозвать из Грузии ряд его противников.
23 декабря 1922 года Крупская Н. К. пишет письмо Каменеву, в котором заявляет, что в телефонном разговоре днём ранее Сталин позволил себе по отношению к ней грубость. После этого конфликт Сталина с Лениным переходит уже в новую плоскость. Ленин пишет статью «К вопросу о национальностях или об „автономизации“». В ней он встаёт на сторону «обиженных» грузинских коммунистов, довольно прозрачно называя Сталина «инородцем, который пересаливает по части истинно-русского настроения» и «грубым великорусским держимородой».
Другой «политической бомбой» стало дополнение к ленинскому «Письму к съезду» (более известному, как «завещение Ленина»), в этом дополнении рекомендовалось снять Сталина с должности генсека. Также известно, что 5 марта 1923 года Ленин направил Троцкому записку с просьбой выступить на съезде в защиту грузинских коммунистов (чего тот так и не сделал). В тот же день, 5 марта, Ленин потребовал от Сталина извиниться перед Крупской за конфликт 22 декабря; 7 марта Сталин принёс свои «извинения»:

Т. Ленину от Сталина.
Только лично.
Т. Ленин!
Недель пять назад я имел беседу с т. Н. Константиновной, которую я считаю не только Вашей женой, но и моим старым партийным товарищем, и сказал ей (по телефону) приблизительно следующее: «Врачи запретили давать Ильичу политиформацию, считая такой режим важнейшим средством вылечить его, между тем Вы, Надежда Константиновна, оказывается, нарушаете этот режим; нельзя играть жизнью Ильича» и пр.
Я не считаю, что в этих словах можно было усмотреть что-либо грубое или непозволительное, предпринятое «против» Вас, ибо никаких других целей, кроме цели быстрейшего Вашего выздоровления, я не преследовал. Более того, я считал своим долгом смотреть за тем, чтобы режим проводился. Мои объяснения с Н. Кон. подтвердили, что ничего, кроме пустых недоразумений, не было тут да и не могло быть.
Впрочем, если Вы считаете, что для сохранения «отношений» я должен «взять назад» сказанные выше слова, я их могу взять назад, отказываясь, однако, понять, в чём тут дело, где моя «вина» и чего, собственно, от меня хотят.
И. Сталин

Однако конфликт так и не привёл ни к каким кадровым решениям. К счастью для Сталина, Ленин уже умирал. С конца 1922 года ближайшие соратники под видом заботы о здоровье установили вокруг него режим изоляции. 9 марта Ленин перенёс третий инсульт, после которого окончательно отошёл от политической деятельности, и фактически стал невменяемым.
На XII съезде 1923 года Сталину пришлось выдержать тяжёлую борьбу с грузинскими «национал-уклонистами», однако неудобные для него заметки Ленина так и не были опубликованы.

## «Тройка» Зиновьев — Каменев — Сталин против Троцкого в 1923 году
Вместе с тем, по представлениям того времени, в ЦК и Политбюро отсутствовала должность председателя или аналогичная, и все вопросы решались коллегиально, простым большинством голосов. С 1922 года, ввиду болезни, Ленин фактически отошёл от политической деятельности. Внутри Политбюро Сталин, Зиновьев и Каменев организовали «тройку», основанную на противодействии Троцкому. Все три партийных лидера на тот момент совмещали целый ряд ключевых постов. Зиновьев возглавлял влиятельную Ленинградскую парторганизацию, одновременно являясь председателем Исполкома Коминтерна. Коминтерн являлся «наднациональной» коммунистической партией, в которую входила в том числе и ВКП(б) на правах отдельной, национальной секции. Таким образом, председатель Коминтерна, по представлениям того времени, стоял даже выше лидеров ВКП(б), хотя подобное представление и было во многом фиктивным. Каменев возглавлял Московскую парторганизацию, и, одновременно, также руководил Советом Труда и Обороны, объединявшем ряд ключевых наркоматов. С отходом Ленина от политической деятельности именно Каменев чаще всего начал председательствовать вместо него на заседаниях Совнаркома. Сталин же объединял руководство одновременно Секретариатом и Оргбюро ЦК, возглавляя также Рабкрин и наркомнац.
Объединив в своих руках ряд ключевых постов, неформальная «тройка» Зиновьев — Каменев — Сталин также смогла сколотить большинство в ЦК и Политбюро. В противовес «тройке», Троцкий возглавлял Красную Армию на ключевых должностях наркомвоенмора и предреввоенсовета. Вместе с тем, благодаря «тройке» он с 1923 года заведомо оказывался в меньшинстве в ЦК и Политбюро. По мнению  В. В. Кузьмина (в позднейшее время - деятеля "правой оппозиции") Троцкий изначально имел очень выгодные позиции с точки зрения положения во власной иерархии и наличия в своих руках рычагов власти, орднако так и не сумел ими воспользоваться:

Троцкий, объединяя большую грушу людей в партии, вел их на борьбу под фанфарой ультрареволюционных лозунгов, но сам, в глубине души, не верил в победу и, самое главное, не хотел её. Его больше бы устраивала роль культурной, яркой, поправляющей, эффектной оппозиции. Он был слишком интеллигент, слишком журналист и слишком западноевропеец для России, чтобы действовать в том духе, как действовал Сталин, знавший точно, чего он хочет, прочитавший и усвоивший Макиавелли и его тезис о вооруженных пророках, которые побеждали и невооруженных, которые, как Савонарола, гибли. В аналогиях Троцкого с великой французской революцией с самого начала слышались ноты трагической безнадёжности. А был бы Троцкий политиком типа Сталина, Ленина, знающим, чего он хочет, он произвёл бы государственный переворот раньше, чем сумел сделать это Сталин, имевший для этого гораздо меньше средств и ресурсов.— Дневник В. В. Кузьмина
В условиях, когда лидер профсоюзов Томский отрицательно относился к Троцкому со времён т. н. «дискуссии о профсоюзах», единственным сторонником Троцкого мог стать Рыков. В эти же годы Сталин успешно наращивал свою личную власть, ставшую вскоре государственной властью. Возглавив «технический» аппарат партии, Сталин получил возможность методично расставлять на все ключевые посты в государстве своих личных сторонников. Однако в 1923—1924 годах Сталин всё ещё предпочитал оставаться на вторых ролях, уступив лидерство в «тройке» Зиновьеву; на тот момент Троцкий всё ещё пользовался огромным влиянием, так что его удары падали не на Сталина, а на Зиновьева.
За время нахождения у власти Троцкий Л. Д. проявил себя, как сторонник военно-командных методов и авторитарного стиля управления. В 1920 году Троцкий выступал с инициативой «перетряхивания профсоюзов», то есть их силового разгона и всеобщей милитаризации промышленности по образцу уже милитаризованных железных дорог. На X съезде РКП(б) (1921) Троцкий во время дискуссии с «рабочей оппозицией» обвинил её в том, что она делает из лозунга «демократизма» фетиш, и предельно ясно сформулировал своё кредо: партия, действуя от имени рабочего класса, намерена отстаивать свою диктатуру «даже и в том случае, когда эта диктатура сталкивается с преходящим настроением рабочей демократии».
Однако через два года всё изменилось. С окончательным отходом Ленина от дел Троцкий также окончательно оказался в меньшинстве в ЦК и Политбюро. «Антитроцкистское» большинство объединилось вокруг фигур Зиновьева и Сталина, во время Гражданской войны пришедших в состояние личной ссоры с Троцким.
С окончанием Гражданской войны влияние Троцкого начало неуклонно падать; этот процесс начался ещё при жизни Ленина. По итогам X съезда (1921) «троцкист» Крестинский Н. Н. потерял пост секретаря ЦК, уступив его Молотову, а затем Сталину (по итогам XI съезда 1922 года избран Генеральным секретарём ЦК).
В начале 1923 года Ленин выступил с утопическим проектом административной реформы: предполагалось резко расширить ЦК и ЦКК (партийные контрольные органы) за счёт рабочих «от станка». XII съезд РКП(б) (1923 год) действительно расширил ЦК и ЦКК, однако вовсе не за счёт рядовых рабочих. В центральные органы партии массово вошли высшие партийные функционеры, некоторые из которых действительно когда-то были рабочими. Практически все новые члены ЦК и ЦКК входили в неформальные группировки «зиновьевцев» и «сталинцев». В избранном XII съездом составе ЦК из 40 членов сторонниками Троцкого были лишь трое: Пятаков, Раковский и Радек. Сам Троцкий также прошёл в ЦК, но получил по результатам голосования лишь 35-е место, что для политика его уровня было ничтожным результатом.
Троцкий прекрасно понимал, чем на деле обернётся расширение ЦК, и на февральском пленуме ЦК 1923 года безуспешно пытался протестовать против этого шага. Он предложил оставить ЦК в прежнем составе, или даже сократить, а для контроля над ним образовать «Совет партии». Этот план был поддержан Рыковым, но в целом поддержки не нашёл.
На момент созыва XII съезда (1923) Ленин перенёс инсульт и окончательно отошёл от политической деятельности. Созыв съезда сопровождался закулисными играми: встал вопрос о том, кто станет читать Политический отчёт ЦК, что ранее традиционно делал только Ленин. Троцкий отказался от такой чести, удовольствовавшись докладом «О промышленности». Официальный же Политический отчёт зачитал Зиновьев, что по меркам того времени означало недвусмысленную претензию на роль лидера партии.
В июле 1923 года был снят с поста редактора «Правды» сторонник Троцкого Преображенский, перевёден на дипломатическую работу председатель Совнаркома Украины Раковский.
Неформальная «тройка» Зиновьев — Каменев — Сталин, однако, решила не ограничиваться только ЦК. По той же схеме предполагалось «расширить» также и Реввоенсовет. Тем самым Троцкий оказался бы в меньшинстве в своём собственном ведомстве. 2 июня 1923 года пленум ЦКК постановил провести проверку армии. С этой целью была сформирована комиссия во главе с С. И. Гусевым (Драбкиным), которого Троцкий в январе 1922 года снял с должности начальника ПУРа за то, что он «устал, всегда опаздывает и запаздывает, не слушает, не проявляет никакой инициативы». Сентябрьский пленум ЦК 1923 года постановил «укрепить» Реввоенсовет, введя в него дополнительно 6 членов ЦК: Муралова, Ворошилова, Лашевича, Сталина, Пятакова, Орджоникидзе. Из них сторонниками Троцкого являлись лишь Муралов и Пятаков. Все эти манёвры вызвали крайне резкую отповедь самого Троцкого в выступлениях на сентябрьском пленуме и в письме ЦК и ЦКК от 8 октября 1923 года. На одном из заседаний пленума Троцкий демонстративно покинул зал и отказался возвращаться, несмотря на то, что ЦК отправил к нему специальную делегацию.
Лично наблюдавший демарш Троцкого Бажанов Б. Г. описал произошедшее следующим образом:

23 сентября на пленуме ЦК тройка предложила расширить состав Реввоенсовета. Новые введенные в него члены были все противниками Троцкого. В числе нововведенных был и Сталин. Значение этой меры было для Троцкого совершенно ясно. Он произнес громовую речь: предлагаемая мера — новое звено в цепи закулисных интриг, которые ведутся против него и имеют конечной целью устранение его от руководства революцией. Не имея никакого желания вести борьбу с этими интригами и желая только одного — служить делу революции, он предлагает Центральному Комитету освободить его от всех его чинов и званий и позволить пойти простым солдатом в назревающую германскую революцию. Он надеется, что хоть в этом ему не будет отказано.
Все это звучало громко и для тройки было довольно неудобно. Слово берет Зиновьев с явным намерением придать всему оттенок фарса и предлагает его также освободить от всех должностей и почестей и отправить вместе с Троцким солдатами германской революции. Сталин, окончательно превращая все это в комедию, торжественно заявляет, что ни в коем случае Центральный Комитет не может согласиться рисковать двумя такими драгоценными жизнями и просит Центральный Комитет не отпускать в Германию своих «любимых вождей». Сейчас же это предложение было самым серьёзным образом проголосовано. Все принимало характер хорошо разыгрываемой пьесы, но тут взял слово «голос из народа», ленинградский цекист Комаров с нарочито пролетарскими манерами. «Не понимаю только одного, почему товарищ Троцкий так кочевряжится». Вот это «кочевряжится» окончательно взорвало Троцкого. Он вскочил и заявил: «Прошу вычеркнуть меня из числа актеров этой унизительной комедии». И бросился к выходу.
Это был разрыв. В зале царила тишина исторического момента. Но полный негодования Троцкий решил для вящего эффекта, уходя, хлопнуть дверью.
Заседание происходило в Тронном зале Царского Дворца. Дверь зала огромная, железная и массивная. Чтоб её открыть, Троцкий потянул её изо всех сил. Дверь поплыла медленно и торжественно. В этот момент следовало сообразить, что есть двери, которыми хлопнуть нельзя. Но Троцкий в своем возбуждении этого не заметил и старался изо всех сил ею хлопнуть. Чтобы закрыться, дверь поплыла так же медленно и торжественно. Замысел был такой: великий вождь революции разорвал со своими коварными клевретами и, чтобы подчеркнуть разрыв, покидая их, в сердцах хлопает дверью. А получилось так: крайне раздраженный человек с козлиной бородкой барахтается на дверной ручке в непосильной борьбе с тяжелой и тупой дверью. Получилось нехорошо.

Вместе с тем неудачная попытка Троцкого предвосхитить судьбу Че Гевары была не такой уж оторванной от реальности, как кажется на первый взгляд. В 1923 году в Германии вследствие оккупации Рура (см. Рурский конфликт) сложилась революционная ситуация, и ЦК Компартии Германии единогласно обращался к Политбюро ЦК РКП(б) с предложением отправить к ним одного из своих членов, «назовём его товарищ Т.».
В ответ на демарш Троцкого Политбюро в своём письме членам ЦК и ЦКК от 15 октября обвинило его в том, что он «в последние годы уделял армии совершенно недостаточно внимания», «колеблет единство партии», «не знает партии, её внутренней жизни и, по-видимому, не может её понять».

## Внутрипартийная дискуссия 1923—1924 годов
В подобной обстановке Троцкий решил пойти в контрнаступление. Оказавшись в меньшинстве в большевистских верхах и постепенно теряя власть, он решил обратиться через головы ЦК непосредственно к рядовой партийной массе. Мощная пропагандистская машина большевизма создала вокруг него романтический ореол заслуженного революционера, второго после Ленина лица в государстве, одного из основных организаторов Октябрьской революции, основателя и вождя «победоносной Красной армии». Троцкий решил опереться на лозунги борьбы с резко выросшим в те годы бюрократизмом, выдвинув также те же самые лозунги внутрипартийной демократии, которые двумя годами ранее называл «фетишом». В своём заключительном слове к докладу «О партстроительстве» на XIII партконференции 17 января 1924 года Сталин иронически заметил по поводу неожиданного обращения Троцкого к демократии:

Нам было несколько смешно слышать речи о демократии из уст Троцкого, того самого Троцкого, который на Х съезде партии требовал перетряхивания профсоюзов сверху. Но мы знали, что между Троцким периода Х съезда и Троцким наших дней нет разницы большой, ибо как тогда, так и теперь он стоит за перетряхивание ленинских кадров. Разница лишь в том, что на Х съезде он перетряхивал ленинские кадры сверху в области профсоюзов, а теперь перетряхивает он те же ленинские кадры снизу в области партии. Демократия нужна, как конек, как стратегический маневр. В этом вся музыка.

8 октября 1923 года Троцкий написал письмо ЦК и ЦКК с обширной критикой бюрократизации и негативных сторон НЭПа. Он заявлял, что текущий кризис «ножниц цен» сложился из-за бюрократической практики «военно-коммунистического командования ценами», обращал внимание на резко усиливавшиеся в те годы влияние секретарей парткомов, пришедшее на смену всесильному «комиссародержавию» различных чрезвычайных уполномоченных центра во время Гражданской войны.

В самый жестокий момент военного коммунизма назначенство внутри партии не имело на 1/10 того распространения, что ныне. Назначение секретарей губкомов — теперь правило…Создаваемый сверху вниз секретарский аппарат все более и более самодовлеюще стягивает к себе все нити. Участие партийной массы в действительном формировании партийной организации становится все более и более призрачным…
Секретарскому бюрократизму должен быть положен конец. Партийная демократия — в тех, по крайней мере, пределах, без которых партии грозит окостенение и вырождение — должна вступить в свои права. Низы партии должны в рамках партийности высказать, чем они недовольны, и получить действительную возможность в соответствии с партийным уставом и, главное, со всем смыслом нашей партии создавать её организационный аппарат.

Троцкий коснулся и относительно недавнего заявления Дзержинского о том, что все члены партии, знающие о возникновении фракций, должны доносить о них в его ведомстве. Троцкий никак не возражал против такой меры, но сам факт того, что об этой «элементарной обязанности» нужно делать отдельное извещение — по мнению Троцкого, этот факт свидетельствовал о том, что положение в партии «чрезвычайно ухудшилось», что является «тревожным симптомом».
Отдельно Троцкий также настаивал на увеличении полномочий Госплана; его политические противники вскоре обвинили его в том, что Троцкий требует предоставить ему в области экономики неограниченную диктатуру, такую же, какую он получил для строительства Красной армии в 1918 году.
Коснулся Троцкий и попыток расширить Реввоенсовет за счёт его политических противников; по словам Троцкого, Куйбышев прямо заявил: «Мы считаем необходимым вести против вас борьбу, но не можем объявить вас врагом; вот почему мы принуждены прибегать к таким методам».
Письмо начало широко распространяться в партии сторонниками Троцкого, но уже 15 октября дальнейшее его распространение было запрещено постановлением ЦКК, предлагавшем не выносить дискуссию за пределы ЦК и ЦКК.
Однако в тот же день, 15 октября 1923 года, группа 46 видных старых большевиков подписала «Заявление сорока шести», направленное в Политбюро. Письмо в целом повторяло лозунги Троцкого, однако он сам его так и не подписал. Заметное место среди 46 занимали бывшие децисты: Оболенский (Осинский), Смирнов, Дробнис, Сапронов. Подписал заявление также бывший лидер «рабочей оппозиции» Шляпников.
«Антибюрократическая» риторика оппозиционеров была во многом связана развернувшимися в стране в связи с окончанием войны процессами построения полноценного госаппарата. В условиях однопартийной диктатуры резко возрастала роль секретарей парткомов. Номинально выборные, на деле они зачастую назначались («рекомендовались») центром; из 191 секретарей губкомов, занимавших свои посты на лето 1922 — осень 1923, назначены были 94, или 49,2 %.
Вместе с тем в подобной критике не было абсолютно ничего нового. Более ранние оппозиционные группы, децисты и «рабочая оппозиция», несколькими годами ранее много говорили о широко распространившейся системе назначенства на номинально выборные должности, о массовой подмене «демократизма» системой военных приказов, об отрыве партийных верхов от простого народа. Однако тогда Троцкий не только не разделял подобных убеждений, но даже прямо боролся с ними. В 1921 году во время «дискуссии о профсоюзах» он заявлял, что бороться с назначенством значит «отрицать классовую природу государства», заявлял что приказы и назначения сверху вызваны недостаточным «развитием масс, их культурным уровнем, политической сознательностью».
Казалось, что момент для атаки выбран удачно. С лета 1923 года страна столкнулась с первым экономическим кризисом НЭПа, вызванным «ножницами цен». В июле и августе в рабочих центрах СССР, в частности, в Москве, Харькове и Сормово, прокатилась волна забастовок. В начале октября 1923 года во время забастовки Криндачёвском руднике в Донбассе председатель местного райкома угрожал применить пулемёты против рабочих, требовавших выплатить им жалованье. В период июнь — декабрь 1923 зафиксировано в общей сложности до 124 забастовок. Вся партия была охвачена глухим брожением, которое под влиянием «Заявления сорока шести» и письма Троцкого от 8 октября приняло вид широкой внутрипартийной дискуссии в преддверии XIII съезда РКП(б).
Троцкий прямо обвинял в экономическом кризисе 1923 года бюрократию. В этой критике также не было ничего нового; точно такие же заявления двумя годами ранее делала «рабочая оппозиция» во главе со Шляпниковым и Коллонтай. Причину крайне бедственного положения, сложившегося в России к концу Гражданской войны, они видели как в отрыве обюрократившихся верхов от народа, так и в так называемом «интеллигентском засилье» в формально рабочей партии.
В ответном письме членов Политбюро Троцкому он был обвинён в систематической дезорганизации партийной и хозяйственной жизни в условиях трудного международного положения. Политбюро заявило, что Троцкий фактически требует предоставить ему «диктатуру в области хозяйства и военного дела». Однако эффективность такой диктатуры, по мнению Политбюро, выглядит сомнительной («решительно ничем не доказано, что Троцкий сумел бы направлять хозорганы республики при нынешнем тяжелом положении»): опыт руководства наркоматом путей сообщения в 1920 году оценивается негативно, Троцкий не желает полноценно участвовать в работе Совнаркома, Совета Труда и Обороны, Госплана, «ни разу не был на заседаниях СТО, ни старого, ни реорганизованного». Несколькими годами ранее Троцкий отказывался от предложенного ему Лениным поста заместителя Совнаркома (в действительности ему предлагалось стать лишь одним из четырёх заместителей, двое из которых даже не были членами Политбюро).
Привлечь на свою сторону большинство коммунистов Троцкому так и не удалось. Основным центром политической борьбы стала на тот момент Москва. Сохранились данные о голосовании в рабочих партячейках города. Согласно отчёту секретаря Московского горкома И. Зеленского, за официальный ЦК проголосовало 346 ячеек с 9843 голосами (83,7 %), за тезисы Троцкого — 67 ячеек с 2223 голосами (16,3 %). По мнению Э. Х. Карра, требования всеобщей милитаризации труда, выдвинутые Троцким двумя годами ранее, сильно мешали ему выглядеть борцом за дело рабочего класса. Вместе с тем среди поддержавших Троцкого оказались партячейки ВЦИК, Промбанка, городской бойни и т. д. В советских организациях за линию ЦК высказалась 181 первичная организация, за оппозицию — 22. Согласно официальному отчёту «Правды» от 18 января 1924 года, в Москве оппозиция получила 36 % голосов. В Хамовническом районе был с небольшим перевесом голосов избран оппозиционный райком во главе с Максимовским, из 16 уездных парторганизаций в трёх сформировалось оппозиционное большинство. Троцкий в своих воспоминаниях впоследствии утверждал, что в 1923 году в Московской парторганизации у него было «большинство». Итоги в целом по стране так и не были опубликованы.
Раскол охватил и ОГПУ. По данным Дзержинского, из 551 коммунистов в центральном аппарате его ведомства линию ЦК поддерживали 367 человек, 40 были против, а 129 колебались. В конце декабря 1923 года общее партийное собрание ОГПУ поддержало линию ЦК.
Вместе с тем дискуссия выявила и новые тенденции. Троцкий оказался исключительно популярен среди студентов. В вузовских партячейках той же Москвы за официальный ЦК высказалось 32 ячейки и 2790 голосов, за Троцкого — 40 ячеек и 6594 голоса. Известный сталинец Микоян А. И. в свои мемуарах так описывает обстановку, существовавшую в МГУ в ноябре 1923 года:

С утра до позднего вечера, с небольшим перерывом, там происходили очень шумные и бурные, иногда беспорядочные выступления. Сидел я в последних рядах, намерения выступать у меня не было: хотелось побольше послушать и разобраться, о чем идет спор и как воспринимает студенческая аудитория все эти горячие высказывания. Сторонников линии ЦК среди выступавших было очень мало, и большинство выступало не на высоком уровне. Нападки же на линию партии были весьма резки. Я был удручен атмосферой, царившей на этих собраниях.
С защитой линии партии хорошо выступил только Ярославский, хотя его прерывали всякими недружелюбными репликами. Он говорил, что большинство рабочих собраний, коммунистов выступают против оппозиции, за ЦК. В вузовских же ячейках, пользуясь политической неподготовленностью части молодежи, оппозиция демагогическими способами добивается успеха.
Ораторы от оппозиции, возражая, говорили, что рабочие-де голосуют за ЦК в страхе, что если они будут голосовать против ЦК, то их уволят с работы. Но революционному студенчеству нечего бояться голосовать за оппозицию.

Аналогичной была обстановка и в Ленинграде; несмотря на все усилия Зиновьева, на Ленинградском рабфаке оппозиция набрала 94 голоса против 46. В целом же по городу из 21167 человек, принявших участие в дискуссии, за оппозицию высказалось лишь, согласно официальным данным, 1132, или 5,3 %. По словам Молотова, главным очагом оппозиции в Вологде также являлись учебные ячейки, как гражданские, так и военные. Та же картина повторилась во Ржеве.
12 сентября 1923 года «Правда» напечатала статью Ходоровского, делившегося своими впечатлениями о том, какую форму принимала дискуссия в вузах. Выступления ораторов содержат даже такие пассажи: «наше дело постановлять, а дело ЦК выполнять» (речь студента Мартынова). Сталин на XIII партконференции (январь 1924) так прокомментировал это выступление: «товарищи, у нас всего ячеек в партии не менее 50 тысяч; ежели каждая ячейка будет так обращаться с ЦК, что дело ячеек решать, а дело ЦК не рассуждать, я боюсь, что мы никакого решения не получим никогда. Откуда это настроение у Мартыновых? Что тут пролетарского? А Мартыновы стоят за оппозицию, — имейте это в виду. Есть ли разница между Мартыновым и Троцким? Разница лишь в том, что Троцкий открыл атаку на партийный аппарат, а Мартынов его добивает».
Ярославский на XIII партконференции прямо признавал, что «ячейки вузов в большинстве своем голосовали за линию оппозиции. Оппозиция смогла это сделать только пользуясь самыми демагогическими средствами против ЦК».
7 ноября Зиновьев, на тот момент — одно из первых лиц в партии, опубликовал в «Правде» статью «Новые задачи партии». Как и Троцкий двумя годами ранее, Зиновьев объяснял сложившуюся в партии систему централизованных приказов сверху, как вынужденную в условиях России меру, вызванную «отрывом культурно-политического уровня» большевистских верхов от рядовых членов партии. Слова Зиновьева о низком культурном уровне рядовых коммунистов не были преувеличением; около половины делегатов последнего, XII съезда, имели лишь низшее образование. Незаконченное высшее образование самого Зиновьева было относительной редкостью на фоне людей, зачастую не умевших читать и писать. В ходе начавшегося «орабочивания партии» её образовательный уровень в дальнейшем только понижался.
Вслед за Зиновьевым свои комментарии напечатали также оппозиционеры Преображенский и Сапронов, 15 декабря в «Правде» был также напечатан ответ Сталина.
Под давлением Троцкого на объединённом заседании Политбюро ЦК и Президиума ЦКК 5 декабря 1923 года была утверждена резолюция «О партстроительстве». Официальный ЦК на словах согласился с требованиями борьбы с бюрократизмом, за внутрипартийную демократию. Эта резолюция только разожгла Троцкого, с 8 декабря начавшего публиковать в «Правде» серию статей под названием «Новый курс». Возглавлявший тогда «Правду» Бухарин предпочёл встать на сторону официального ЦК. Пресечь публикацию статей Троцкого на тот момент было невозможно, однако уже 12 декабря они были прокомментированы передовицей «Наша партия и оппортунизм», в которой тезисы Троцкого трактовались, как «антипартийная платформа». В тот же день Троцкий заявил свой протест в письме Политбюро ЦК и Президиуму ЦКК. 14 декабря 8 членов и кандидатов в члены Политбюро направили членам и кандидатам в члены ЦК и ЦКК письмо, в котором обвиняли Троцкого в том, что своими новыми статьями он пытается сорвать компромиссную резолюцию «О партстроительстве» от 5 декабря.
Под влиянием опасений новых атак Троцкого, к концу декабря оформилась «семёрка» (Сталин, Зиновьев, Каменев, Бухарин, Рыков, Томский, а также председатель ЦКК Куйбышев).
Троцкий вполне уловил, что учащаяся молодёжь во многом находится под влиянием его идей — явление, сохраняющиеся и в наше время, в XXI веке. В своих статьях он начал рассыпаться в комплиментах молодым, назвав их «вернейшим барометром партии», фактически выдвинул лозунг массовой замены нелояльных ему старых партийных кадров молодёжью — шаг, на деле осуществлённый Сталиным в 1937 году, но уже в своих интересах.
В январе 1924 года в «Правде» было опубликовано обращение «К вопросу о двух поколениях», подписанное девятью комсомольцами из полностью подконтрольного Зиновьеву Ленинграда. Они обвинили Троцкого в намерении внести в партию раскол, натравив молодёжь на «стариков». В ответ восемь известных комсомольцев опубликовали встречное заявление в пользу Троцкого.
Другой тенденцией, пугавшей официальный ЦК даже ещё сильнее, стала широкая поддержка, оказанная Троцкому в армии, которую он всё ещё возглавлял. За оппозицию проголосовали партячейки Мураловских казарм, штаба ПУРа, штаба ЧОН и управления военных сообщений Московского военного округа, Главвоенпрома и многих других. В провинции за Троцкого высказалось гарнизонное собрание города Орёл, военные партячейки Ярославля, губвоенкомат Брянска. В Смоленске оппозицию поддержал 81-й стрелковый полк.
По сути, речь шла о прямой опасности «троцкистского» военного переворота, по образцу с контрреволюционным бонапартистским термидором во Франции XIX века. Обстановка особо накалилась после демарша видного сторонника Троцкого, начальника ПУР Антонова-Овсеенко В. А., самовольно принявшего решение о созыве конференции партячеек военных вузов, и потребовавшего своим циркуляром № 200 изменить политическую подготовку в армии в духе «Нового курса». В ответ на требование Политбюро отозвать циркуляр в своём письме в ЦК от 27 декабря 1923 года он пообещал «призвать к порядку зарвавшихся вождей». 12 января решением Оргбюро ЦК он был снят с постов начальника ПУР и члена Реввоенсовета, уже 14 января это решение было утверждено Политбюро. Также были смещены командующий Приволжским военным округом Мрачковский, и, в мае 1924 года — командующий Московским военным округом Муралов, переведённый на Кавказ, и заменённый Ворошиловым.
29 декабря Троцкий, Пятаков и Радек в письме Политбюро обвинили официальный ЦК в систематических фальсификациях при подведении итогов дискуссии; особенной критике подверглись «сталинец» Назаретян и «зиновьевец» Сафаров. Оба они были сняты со своих постов.
Новый «подкоп» под Троцкого в военном ведомстве последовал уже в начале нового, 1924 года. 15 января под председательством Гусева (Драбкина) была создана комиссия по обследованию текучести и состояния снабжения в армии; в этой комиссии не было ни одного сторонника Троцкого. 3 февраля она закономерно доложила пленуму ЦК неутешительные для Троцкого выводы: «крайне неудовлетворительное состояние общего руководства вооруженными силами страны», «Троцкий ничего не делает в Реввоенсовете». 25 марта с должности был снят Склянский Э. Ф., помощник Троцкого в Реввоенсовете и его правая рука во время Гражданской войны. Годом позднее Склянский загадочным образом утонул. Должность Склянского и, впоследствии, должность и самого Троцкого, занял видный военачальник того времени Фрунзе. В Реввоенсовет волнами входили политические противники Троцкого: Уншлихт, Будённый, Каменев и т. д.
На пленуме ЦК 14-15 января 1924 года оппозиция опять оказалась в меньшинстве, и подверглась травле. Поддерживавший тогда официальный ЦК Угланов Н. предложил вычистить из партии 500 тыс. чел., приняв взамен 150 тыс. рабочих, по его выражению, оппозиции «нужно бить по зубам».
В самый разгар напряжённой внутрипартийной борьбы Троцкий неожиданно заболел, и на несколько месяцев отошёл от политической жизни. 21 декабря 1923 года консилиум кремлёвских врачей во главе с наркомздравом Семашко констатировал катар верхних дыхательных путей, повышенную температуру, потерю веса, утрату аппетита и снижение трудоспособности. 8 января 1924 года «Правда» опубликовала официальное сообщение о состоянии здоровья Троцкого; указывалось, что ещё 14 декабря постановлением Политбюро ему предоставлен отпуск по болезни сроком два месяца. В то же время в «Правде» началась публикация серии разгромных статей «Долой фракционность».
В общей нервной атмосфере января 1924 года по стране поползли слухи как о надвигавшемся «троцкистском» военном перевороте, так и о том, что Троцкий и Преображенский уже арестованы. Исследователь Николай Зенкевич в своей работе «Вожди и сподвижники» цитирует архивную спецполитсводку ОГПУ, обобщавшую для руководства страны реакцию населения на смерть Ленина, и возникшие в связи с этим слухи. Сообщалось, что Троцкого ранил в живот Калинин (вариант — Зиновьев), что Съезд Советов отправил Троцкого в отставку, как еврея, что Троцкий убил Ленина (вариант — в Москве произошёл антитроцкистский переворот) и бежал за границу (вариант — бежал вместе с Лениным). В Томской губернии сообщали, что Преображенского и Троцкого уже доставили в местную тюрьму, в Белоруссии ходили слухи, что арестованы Преображенский, Троцкий и Сапронов.
Несмотря на ходившие в Москве слухи о военном перевороте, разогнать пошедшее против него Политбюро силой Троцкий так и не решился. Неизвестно, насколько полной на деле была его поддержка в армии. Фрунзе не высказал никакой поддержки Троцкому, и с готовностью заменил Склянского, а затем и самого Троцкого. Тухачёвский же охотно заменил Муралова.
Первым крупным поражением Троцкого стала XIII партконференция (16 — 18 января 1924 года). Оппозиция обвиняла Генерального секретаря ЦК Сталина И. В. в подтасовках при подготовке к ней: несмотря на то, что на районных партконференциях Москвы оппозиция получила 34 % голосов, на городской конфереренции её представительство уменьшилось до 25 %, а во вновь избранном Московском горкоме партии — до нуля. Получить на конференции большинство Троцкому также не удалось.
По итогам своей работы конференция обвинила Троцкого и его сторонников во фракционности и меньшевистском уклоне. Официальный ЦК прямо заявил, что деятельность оппозиционеров нарушает резолюцию X съезда РКП(б) «О единстве партии»; эта резолюция, действительно, запрещала образование в партии фракционных группировок, которые могли бы в будущем стать «зародышами» новых партий. Признаками фракционности резолюция называла, в частности, написание собственных, отличных от общепартийных, программных документов («платформ»), образование своих руководящих органов. В Москве оппозиционеры во время дискуссии действительно образовали своё бюро. В 1921 году сам же Троцкий голосовал за историческую резолюцию «О единстве партии»; основное остриё критики тогда было направлено не на него, а на «рабочую оппозицию».
Прозвучавшее на XIII партконференции обвинение Троцкого в мелкобуржуазности и меньшевизме было ожидаемым; Зиновьев ещё на XII съезде РКП(б) выразил своё кредо, заявив, что считает «любую критику партии», хотя бы и критику слева, объективно меньшевистской критикой. Двумя годами позднее, в 1925 году, ему пришлось примерить этот тезис на себе.
Выступая в мае 1924 года на XIII Съезде РКП(б), Троцкий указал на абсурдность подобных обвинений в «мелкобуржуазности»: одним из его требований являлось требование установления в стране планового хозяйства, «что никак нельзя подвести под „мелкобуржуазный уклон“, так как мелкая буржуазия с её разобщённостью, с её анархическим стилем мышления к плановому охвату хозяйства совершенно не склонна».
17 января 1924 года Сталин сделал на XIII партконференции официальный доклад «О партстроительстве»:

Ошибка Троцкого в том и состоит, что он противопоставил себя ЦК и возомнил себя сверхчеловеком, стоящим над ЦК, над его законами, над его решениями, дав тем самым повод известной части партии повести работу в сторону подрыва доверия к этому ЦК…
Вторая ошибка, допущенная Троцким, состоит в том, что за весь период дискуссии Троцкий вел себя двусмысленно, грубо игнорируя волю партии, желающей узнать его действительную позицию, и дипломатически увертываясь от вопроса, в упор поставленного целым рядом организаций: за кого же, в конце концов, стоит Троцкий, — за ЦК или за оппозицию?…
Третья ошибка, допущенная Троцким, состоит в том, что он в своих выступлениях партийный аппарат противопоставил партии, дав лозунг борьбы с «аппаратчиками». Большевизм не может принять противопоставления партии партийному аппарату. Из чего [c.15] состоит наш партийный аппарат реально? Аппарат партии — это ЦК, областные комитеты, губернские комитеты, уездные комитеты. Подчинены ли они партии? Конечно, подчинены, ибо они на 90 % выбираются партией. … Ведь без этого у нас партийная работа немыслима. Ведь это какой-то бесшабашный анархо-меньшевистский взгляд, отрицающий самый принцип руководства партийной работой. Я боюсь, что Троцкий, которого я, конечно, не думаю поставить на одну доску с меньшевиками, таким противопоставлением партийного аппарата партии дает толчок некоторым неискушенным элементам нашей партии встать на точку зрения анархо-меньшевистской расхлябанности и организационной распущенности. Я боюсь, что эта ошибка Троцкого поставит под удар неискушенных членов партии — весь наш партийный аппарат, — аппарат, без которого партия немыслима.
Четвертая ошибка, допущенная Троцким, состоит в том, что он противопоставил молодежь кадрам нашей партии, что он бросил голословное обвинение в перерождении наших кадров. Троцкий поставил нашу партию на одну доску с партией социал-демократов в Германии, сослался на примеры о том, как некоторые ученики Маркса, старые социал-демократы, перерождались…
Пятая ошибка, допущенная Троцким, состоит в том, что он в своих письмах дал повод и дал лозунг равняться по учащейся молодежи, по этому «вернейшему барометру нашей партии». «Молодежь — вернейший барометр партии, резче всего реагирует на партийный бюрократизм», — говорит он в своей первой статье. И чтобы не было сомнений, о какой молодежи идет речь, Троцкий во втором письме добавляет: «Особенно остро, как мы видели, реагирует на бюрократизм учащаяся молодежь». Если исходить из этого положения, абсолютно неправильного, теоретически неверного, практически вредного, то надо идти дальше, дав лозунг: «Побольше учащейся молодежи в нашей партии, шире двери для учащейся молодежи в нашей партии».
До сих пор дело обстояло так, что мы ориентировались на пролетарский сектор нашей партии и говорили: шире двери партии для пролетарских элементов, да растет наша партия за счет пролетарской части. Теперь у Троцкого эта формула переворачивается вверх ногами.

Каменев Л. Б. в своём выступлении на XIII съезде в мае 1924 года заявил, что попытка Троцкого опереться на молодёжь и устроить в партии «революцию» крайне опасна; по его мнению, истинным «барометром» партии являются «новобранцы» ленинского призыва.
Троцкий из-за болезни не принял участия в работе XIII партконференции, и на следующий день после её окончания, 18 января, отбыл в Сухуми. На момент смерти Ленина 24 января 1924 года Троцкий всё ещё находился на лечении в Сухуми, и так и не прибыл на похороны основателя партии.
С весны 1924 года в партии развернулось широкое добивание оппозиции. Были сняты со своих постов все оппозиционеры, победившие на выборах в Москве. С марта развернулась широкая «чистка непроизводственных партячеек». Чисткам подвергались советские (учрежденческие), вузовские и военные ячейки, где влияние Троцкого было особенно большим. В Институте красной профессуры был исключён каждый третий, в целом по вузам, по данным журнала «Красное студенчество», было исключено 25 %. В ряде случаев исключенные впоследствии восстанавливались в партии. По воспоминаниям Абрамовича И. Л., он был исключён, как «идеологически неустойчивый». Это решение было подтверждено районной и городской контрольными комиссиями, однако отменено партколлегией ЦКК, восстановившей его в партии.
Другим крупным организационным ударом по оппозиции стало начало «ленинского призыва». С января по май 1924 года в партию было набрано до 200 тысяч полуграмотных рабочих «от станка», слабо понимавших суть бушевавших идеологических дискуссий. В частности, в Гомеле во время «ленинского призыва» в партию вступило 1800 человек, почти все они не умели читать и писать. Уже в марте пленум ЦК предоставил кандидатам в члены партии право решающего голоса при выборе делегатов приближавшегося XIII съезда.
Представительство оппозиции в партии в результате таких мер всё сильнее сокращались. Многие сторонники некогда всесильного Троцкого, поняв, «откуда дует ветер» предпочли отвернуться от него, опасаясь за свои карьеры.

## 1924. Появление в ЦК анти-троцкистской «семёрки»
Сразу после смерти Ленина 21 января 1924 года образовалось несколько группировок внутри руководства партии, каждая из которых претендовала на власть. Вокруг основных претендентов на роль преемника Ленина сложились неформальные группировки «троцкистов» (Карл Радек, Муралов, Антонов-Овсеенко, Раковский, Иоффе, Преображенский, Белобородов и др.), «зиновьевцев» (Каменев, Сокольников, Крупская, Сафаров, Саркис, Лашевич), «сталинцев» (Ворошилов, Молотов, Каганович, Орджоникидзе, Мехлис, Киров, Микоян) и «бухаринцев» (Рыков, Томский, Стецкий).
«Тройка» Зиновьев — Каменев — Сталин объединилась с Рыковым, Томским, Н. И. Бухариным и кандидатом в члены Политбюро В. В. Куйбышевым, составив т. н. «семёрку». Окончательное её оформление произошло на августовском пленуме ЦК 1924 года, хотя первые упоминания о её существования начинаются уже с января. Основными союзниками Сталина в «семёрке» становились Бухарин и Рыков. Их влияние в начале 1920-х годов существенно усилилось; Бухарин, хотя и являлся одним из старейших большевиков (с 1906 года), долгое время являлся лишь кандидатом в члены ЦК, и вступил в Политбюро лишь в 1924 году. Рыков же после смерти Ленина занял освободившийся пост председателя Совнаркома.
Решение вопросов в 1924 году фактически было перенесено из ЦК в «семёрку», где она уже имела заведомое большинство.
Фактический лидер «семёрки» Зиновьев довольно откровенно описал смысл её появления:

Мы должны иметь хоть какое-нибудь место, где в своей среде старых ленинцев мы могли бы по важнейшим вопросам, по которым возможны разногласия с Троцким и его сторонниками, иметь право колебаться, ошибаться, друг друга поправлять, совместно коллективно проработать тот или иной вопрос. Перед Троцким мы лишены этой возможности.

В своём выступлении на XIV съезде (1925) «зиновьевец» Лашевич признал, что «коллективного руководства, настоящего, на деле не было…вместо коллективного руководства мы имели целый ряд политических, что ли, если можно так выразиться, комбинаций».

## «Политическая бомба» 1924 года: оглашение «завещания Ленина»
21 мая 1924 года, за день до открытия очередного, XIII, съезда РКП(б) на заседании совета старейшин съезда было, по согласованию с Крупской Н. К., впервые оглашено «Письмо к съезду», более известное, как «Завещание Ленина». Момент был крайне тяжёлым для Сталина; в одном из дополнений Ленин рекомендовал снять Сталина с должности Генерального секретаря.
В действительности, текст был крайне двусмысленным; Ленин не назвал своего преемника и, особо выделив нескольких лидеров большевизма (Троцкий, Сталин, Каменев, Зиновьев, Бухарин и Пятаков), он обрисовал как их достоинства, так и недостатки. Фактически никто из упомянутых в документе лиц не был заинтересован в его широкой огласке.
Как это ни парадоксально, политическую карьеру Сталина в тот момент спас Зиновьев, нуждавшийся в Сталине для борьбы с Троцким. В своём выступлении он выразил уверенность, что опасения Ленина в отношении Сталина «не подтвердились». По предложению Каменева, вопрос был поставлен на голосование; заранее сколоченное большинство проголосовало оставить Сталина на посту генсека.

## XIII съезд (1924): сокрушительное поражение Троцкого
На новом съезде, первом после смерти Ленина, Политический отчёт ЦК опять читал Зиновьев, тем самым уже прочно заявив о своей роли нового лидера партии.
Подготовка «тройки» дала свои плоды: на XIII съезде (1924) Троцкий оказался даже не в меньшинстве, а в практически полном одиночестве, и подвергся беспрецедентной в своей политической карьере травле. В его защиту выступил лишь только Преображенский, также затравленный. В президиуме съезда оппозиция была представлена лишь самим Троцким, а оппозиционные делегаты имели лишь совещательные голоса. В избранном новом составе ЦК были лишь три оппозиционера: Троцкий, Пятаков и Раковский, а также кандидат в члены ЦК Смилга. Поражение Троцкого было сокрушительным.
В заключительной части официального Политического отчёта ЦК Зиновьев подробно остановился на внутрипартийном положении. По его мнению, прошедшая дискуссия стала невиданным потрясением для партии, однако оппозиция ошиблась как в оценке международного положения, так и в «хозяйственных вопросах» (кризис «ножниц цен» к весне 1924 года пошёл на спад). Комментируя выдвинутый Троцким лозунг большей демократии, Зиновьев призвал к «монолитности» и «ещё более железной сплочённости», против свободы фракций «и даже свободы группировок». По его мнению, истинным проявлением демократии и стал «ленинский призыв», массовый набор в партию сотен тысяч рабочих «от станка».
В своём ответном выступлении Троцкий отверг все обвинения во фракционности, но вместе с тем заявил, что он, как «солдат партии», готов подчиниться её решению, поскольку «партия в последнем счёте всегда права». Также он обратил внимание на то, что резолюция официального ЦК от 5 декабря признала опасность бюрократизма; по мнению Троцкого, своими статьями он фактически лишь защищал ЦК.
Выступление не нашло понимания у делегатов съезда. По мнению делегата Чаплина, Троцкий близок к лозунгу «бей стариков». Угланов обвинил Троцкого в незнании партии, в неудачной ставке на молодёжь, которая требует слишком многого. Делегат Гулый предложил прямо спросить у Троцкого, собирается ли он далее сохранять лояльность партии. По его мнению, Троцкий фактически никак своих ошибок не признал:

…единственная ошибка, которую признал тов. Троцкий, это, — как он говорит, — ошибка в том, что он заболел. Это новое открытие! Мы услышали от тов. Троцкого, что можно болеть по ошибке. Я думаю, что безусловно тов. Троцкий заболел от своих ошибок, и ясное дело, что тов. Троцкому надо полечиться от своих ошибок.

Требования большей демократии в условиях России также не нашли понимания у съезда. Делегат Захаров заявил, что партийный аппарат «пользуется большим авторитетом у масс, со стороны низов», и прямо выступил с апологетикой «назначенства» секретарей парткомов. К этой апологетике присоединился и делегат из Донбасса Гнутенко, выразившей своё недоумение, что в подобной практике может быть плохого.
Новому разгрому Троцкий подвергся, с подачи председателя ИККИ Зиновьева, на V Конгрессе Коминтерна в июне 1924 года. Он сам не был избран в члены исполкома и отказался появляться на Конгрессе.
Вместе с тем до политической маргинализации Троцкого в 1924 году было ещё очень далеко. Делегаты XIII съезда не только не подвергали сомнению то, что он сохраняет своё членство в партии, но также остаётся одним из её «генералов». Так, Угланов заявил, что «мы вас не рассматриваем, как рядового стрелка, мы вас рассматриваем, как командира, мы требуем от вас не только простого рядового участия на баррикадах, а требуем от вас командования, но умного командования и ясного приказа (Аплодисменты) Если вы нам будете вносить путаницу, мы вам не поверим (Аплодисменты)». Один из наиболее последовательных «сталинцев», Ярославский (Губельман), также признал:

В течение тех годов, когда тов. Троцкий был связан с нашей партией, партия создала огромный авторитет тов. Троцкому, и каждое выступление тов. Троцкого, каждое его слово, несомненно, имело и до сих пор имеет большое значение… Мы создали авторитет тов. Троцкому и поэтому вправе требовать, чтобы он этот авторитет употребил на то, что наша партия, сейчас нуждающаяся в наибольшем единстве, не подвергалась опасностям новых шатаний…тов. Троцкий всё-таки остаётся и останется в наших рядах, он остаётся в ЦК партии, у него остаётся авторитет, у него остаётся вес, и если человек с авторитетом, с весом отчуждается, если он начнёт вести отдельную линию, — это опасно для партии.

## Первый раскол в «тройке». Демарш Сталина 17 июня 1924 года
В отличие от Зиновьева или Троцкого, Сталин никогда не испытывал особого интереса к бурным идеологическим распрям. В письме большевику Бобровскому В. С. 24 января 1911 года Сталин даже презрительно назвал эмигрантские идеологические дискуссии «бурей в стакане воды». По сравнению с Лениным, Зиновьевым или Троцким, значительную часть своей жизни проведших в эмиграции, Сталин до революции находился в России на нелегальной партийной работе, и сам позиционировал себя, как «практика», в противовес большевистскому идеологическому центру, из-за преследований полиции находившемуся за границей.
Однако с началом борьбы за власть Сталин обнаружил, что его претензии на роль преемника Ленина требуют, по представлениям того времени, также репутации крупного идеолога и теоретика. Первой крупной попыткой Сталина подвигнуться на этом поприще стало выступление на курсах секретарей укомов (по меркам того времени — третий по значимости форум после партийных съездов и пленумов ЦК) 17 июня 1924 года, когда он раскритиковал зиновьевскую доктрину «диктатуры партии», заодно также обрушившись на оговорку Каменева, ошибочно процитировавшего высказывание Ленина «из России нэповской будет Россия социалистическая», как «из России нэпмановской будет Россия социалистическая». Атака Сталина на своих союзников по «тройке» последовала почти сразу же после XIII съезда, на котором их общий противник, Троцкий, потерпел сокрушительное поражение.
Демарш Сталина произошёл в день открытия V Конгресса Коминтерна, что явно было сигналом Зиновьеву. В своём выступлении Сталин назвал зиновьевское выражение «диктатура партии» — «чепухой», а ошибочно приведённую Каменевым цитату из Ленина — «странным лозунгом».
Более искушенный идеолог и митинговый оратор, Зиновьев, смог добиться признания высказываний Сталина ошибочными. Согласно его объяснениям, в тексте была допущена опечатка. Сталин предпочёл составить блок с другим крупным партийным идеологом — Бухариным, одним из авторов популярного в партии учебника «Азбука коммунизма».

## «Литературная дискуссия с троцкизмом» осень 1924
Троцкий счёл момент удобным для контрнаступления. Осенью 1924 года он опубликовал один из томов своего собрания сочинений, вышедший под названием «Уроки Октября». В них он напоминал партии о своей роли одного из основных организаторов Октябрьской революции, тогда как Зиновьев и Каменев в 1917 году были вообще против восстания. Он обвинил их и в такой же нерешительности, нежелании использовать революционную ситуацию в Германии в 1923 году.
Тем самым началась так называемая «литературная дискуссия» осенью 1924 года. В «Правде» была опубликована статья Бухарина «Как не нужно писать историю Октября», за которой последовали выступления Каменева «Ленинизм или троцкизм?», Сталина «Троцкизм или ленинизм?» и Зиновьева «Большевизм или троцкизм?». По выражению Зиновьева,

На VII съезде тов. Троцкий, находившийся в нашей партии тогда всего только около полугода, в первый раз создал троцкистский кризис. С тех пор, увы, эти кризисы повторяются периодически.

«Тройка» опубликовала дореволюционное письмо Троцкого меньшевику Чхеидзе, содержавшее оскорбления в адрес Ленина. В этом письме Троцкий высказывал раздражение тем фактом, что Ленин «перехватил» у него газету «Правда» (начав издавать новую газету с названием, в точности повторявшим название популярной газеты Троцкого, которую он тогда издавал в Вене).
По итогам «дискуссии» Зиновьев и Каменев потребовали исключения Троцкого из партии, тогда как блок Сталин-Бухарин предложил не только Троцкого из партии не исключать, но даже оставить его в составе ЦК и Политбюро, ограничившись лишь снятием с ключевых постов наркомвоенмора и предреввоенсовета.
Результатом стало лишь то Троцкий, Зиновьев и Каменев взаимно дискредитировали друг друга; Троцкий напомнил партии, что Зиновьев и Каменев в 1917 году были вообще против Октябрьской революции, «тройка» же в ответ предала гласности дореволюционную переписку Ленина и Троцкого, в которой они обменивались взаимными оскорблениями. После этого уже сложно было представлять их в качестве лидеров партии.
Сталин предпочёл занять «миролюбивую» позицию, защищая одновременно Зиновьева от нападок Троцкого, а Троцкого — от нападок Зиновьева. Однако несколькими годами позже, в период борьбы с «троцкистско-зиновьевским блоком» он «перехватил» компромат, высказанный во время «литературной дискуссии», и использовал его против своих оппонентов.
Троцкий потерял свои посты наркомвоенмора и предреввоенсовета, оставшись, однако, в Политбюро.

## Ленинский призыв и последующие массовые наборы в партию
При жизни Ленина существовал курс на сохранение относительно небольшой численности партии. Под давлением «рабочей оппозиции» в 1921-22 годах была проведена Генеральная чистка, в ходе которой РКП(б) сократилась почти вдвое.
После смерти Ленина курс был немедленно развёрнут на 1800. Партия начала превращаться из узкой замкнутой группы в массовую народную организацию за счёт активного набора рабочих.
В ходе «ленинского призыва» и последующих наборов рабочих «от станка» к 1930 году численность ВКП(б) выросла до 1 млн 674 тыс. чел., то есть в 2,5 раза. Громадное большинство партии начали составлять лица, ставшие коммунистами уже после прихода партии к власти, и рассчитывавшие сделать карьеру. В условиях однопартийной системы членство в партии, по выражению Ричарда Пайпса, открывало те же возможности, что и принадлежность к дворянству в средние века.
Особенностью большевиков всегда был относительно небольшой образовательный уровень. Теперь же он упал катастрофически. Труднейшие задачи индустриализации огромной страны предстояло решать партии, в которой около 75 % членов имели лишь низшее образование, численность лиц с высшим образованием упала до 0,6 %. Большевики с дореволюционным партстажем на этом фоне всё сильнее превращались в микроскопический слой, сократившийся всего до 2 %.
Как Генеральная чистка 1921 года, так и «ленинский призыв» фактически стали ответом на критику уже уничтоженной «рабочей оппозиции». В ходе так называемого «орабочивания партии», начиная с 1923 года, рабочие начали составлять в ВКП(б) устойчивое большинство, более 50 %.
Параллельно с ростом партии, также начался и постоянный рост ЦК (в действительности, начался даже ещё ранее, с 1923 года). На XVI съезде (1930) его численность дошла до 71 члена и 67 кандидатов в члены. Для сравнения, VI съезд (1917) избрал ЦК в составе всего лишь 21 члена и 9 кандидатов в члены.
Такой громадный рост на деле означал потерю управляемости. Реальная власть закономерно была перемещена от самого ЦК к более узким органам, в первую очередь Политбюро.
Вместе с тем в партии традиционно очень слабо было представлено крестьянское большинство. Согласно докладу Сталина на XIV съезде (1925), из общего числа крестьян коммунистами являлось лишь 0,37 %, по сравнению с 8 % рабочих в среднем и до 18 % в крупной промышленности.

## Дискуссии о «построении социализма в отдельно взятой стране»
Карл Маркс заявлял, что революция должна быть всемирной, то есть произойти примерно в одно время везде. Вторая программа РКП(б), принятая VIII съездом (1919), официально действовавшая до 1961 (когда была принята третья программа), прямо утверждала, что

Ход развития революции в Германии и Австро-Венгрии, рост революционного движения пролетариата во всех передовых странах…все это показало, что началась эра всемирной пролетарской, коммунистической революции.

Доктрина «о построении социализма в отдельно взятой стране» впервые была выдвинута Сталиным в декабре 1924 года. Во многом она отражала его личные убеждения; до революции он предпочитал находиться в России на нелегальной партийной работе, и считал себя, в первую очередь, «практиком», а не идеологом. Его отношение к революционной эмиграции с её бурными идеологическими распрями (по выражению Сталина, «бури в стакане воды») всегда было презрительным. К 1925 году революционная волна в Европе окончательно затухла, стало очевидно, что мировая революция, которую предсказывал Карл Маркс, откладывается на неопределённо далёкое будущее.
В противовес Сталину, Зиновьев и Троцкий значительную часть своей сознательной жизни провели в эмиграции, в той самой среде идеологов, которую недолюбливал Сталин. Они никак не могли принять новую доктрину, которую Зиновьев обвинял в «национальной ограниченности», а Троцкий называл «социал-национализмом».
Первое столкновение произошло на заседании Политбюро в апреле 1925, когда Каменев заявил, что техническая отсталость СССР является непреодолимым препятствием на пути строительства социализма. На апрельском пленуме ЦК 1925 года Зиновьев безуспешно попытался продвигать тезис, что построение социализма в России невозможно без государственной помощи более развитых стран.
В сентябре 1925 Зиновьев выпустил брошюру «Ленинизм», в которой прямо говорил, что победа социализма в СССР возможна только в случае успешных революций в Европе и Северной Америке.

## Раскол в «тройке». Сталин — Бухарин против «ленинградской оппозиции» Зиновьева — Каменева. 1925
Новый раскол обозначился в Политбюро в октябре 1925 года, когда Зиновьев, Каменев, нарком финансов СССР Г. Я. Сокольников, и вдова Ленина Крупская Н. К. представили документ, критиковавший линию партии с «левой» точки зрения («платформа четырёх»). «Семёрка» распалась. В тот момент Сталин стал объединяться с т. н. «правыми», к которым относились Бухарин, Рыков и Томский, выражавшие интересы прежде всего крестьянства. В начавшейся внутрипартийной борьбе между «правыми» и «левыми» Сталин предоставлял им силы партийного аппарата, а они (именно Бухарин) выступали в качестве теоретиков.
Хотя Бухарин являлся одним из старейших большевистских лидеров, тем не менее, он с 1919 года долгое время оставался лишь кандидатом в члены Политбюро. Его избрание в члены Политбюро произошло лишь в 1924 году, с началом сближения со Сталиным. Впоследствии, после разгрома Зиновьева, Бухарин возглавил вместо него Коминтерн.
Позиции других лидеров «правых», на первый взгляд, тоже выглядели уверенно: Томский возглавлял профсоюзы, а Рыков после смерти Ленина стал председателем Совнаркома (в связи с чем некоторая часть населения даже воспринимала его, как «преемника Ленина»). В действительности же, все эти высокие посты в условиях сформировавшейся однопартийной системы являлись декоративными, а реальная власть к 1920-м годам сконцентрировалась в партийных органах, где постепенно сформировалось сталинское большинство.
«Новая» или «ленинградская» оппозиция выдвинула ряд популистских «левацких» лозунгов: критика «кулацкой опасности», доктрина «всеобщего равенства», обвинения Сталина в «полутроцкизме». «Зиновьевцы» не только поддержали «ленинский призыв», но даже попытались существенно раздуть масштабы «орабочивания партии». «Зиновьевец» Саркис потребовал довести представительство рабочих «от станка» в партии до 90 % уже к следующему, XV, съезду. Это требование было большинством ЦК объявлено «аксельродовщиной», то есть меньшевизмом (по фамилии одного из лидеров меньшевизма Аксельрода П. Б.) На практике подобное требование было совершенно оторванным от реальности, поскольку оно означало необходимость набрать в партию в течение года несколько миллионов человек.
Объектом для самой ожесточённой критики оппозиции стал лозунг «Обогащайтесь», неосторожно выдвинутый Бухариным на собрании московского партактива 17 апреля 1925 года. Хотя Бухарин через несколько недель по настоянию Сталина снял этот лозунг, критика не прекращалась; призыв «обогащаться, и не бояться, что вас прижмут» выглядел совершенно «буржуазным».
Вместе с тем «новая оппозиция» не была совершенно однородной. Следует подчеркнуть, что одним из её лидеров являлся нарком финансов Сокольников, который не мог разделять лозунги «сворачивания НЭПа».
К концу 1925 года Сталин методично сколотил заведомое большинство среди делегатов надвигавшегося XIV съезда. Потеряв контроль над аппаратом партии, Зиновьев и Каменев рассчитывали привлечь на съезде на свою сторону три самых влиятельных делегации — московскую, ленинградскую и украинскую. Однако одному из ближайших соратников Сталина — Кагановичу — удалось в ходе сложных интриг привлечь на свою сторону украинских коммунистов. Секретарь Московской парторганизации Угланов также предпочёл перейти на сторону Сталина. Таким образом, оппозиционеры сохранили контроль лишь над одной ленинградской парторганизацией с её печатным органом, газетой «Ленинградская правда».
Будучи более сильным идеологом, Зиновьев рассчитывал привлечь на свою сторону партию в ходе традиционной предсъездовской дискуссии. Однако Сталин, всё ещё чувствуя себя неуверенно в идеологических спорах, добился того, что предсъездовская дискуссия вообще была отменена под предлогом борьбы с возможным фракционным расколом. Кроме того, программные документы оппозиции даже не были напечатаны; центральный печатный орган партии, газета «Правда», вернула соответствующие статьи авторам.
Подготовка к съезду сопровождалась множеством скандалов. Помимо прочих мер, враждующие стороны прибегли к чисткам и контрчисткам. В печати развернулась доходившая до перебранок полемика между центральными и ленинградскими изданиями. В своём выступлении на XIV съезде Бухарин прямо назвал статьи «Ленинградской правды» — «визгом».
Кроме того, из состава ленинградской делегации были вычищены коммунисты, имевшие репутацию «сталинцев», в частности, «сталинец» Комаров. Со своей стороны, «зиновьевцы» прямо обвинили Угланова в чистке московской парторганизации от сторонников оппозиции. Лашевич также прямо заявил, что Каганович «технически подготовил» снятие сочувствовавшего оппозиции секретаря Иваново-Вознесенска.

Когда есть большинство у Зиновьева, он — за железную дисциплину, за подчинение. Когда у него нет этого большинства, хотя бы на минуту, он — против.
Из выступления Микояна на XIV съезде.

В своём отношении к внутрипартийному «демократизму» Зиновьев и его сторонники повторили ту же эволюцию, что и Троцкий двумя годами ранее. Возглавляя большинство ЦК, они выступали за подавление несогласных под предлогом борьбы с фракционным расколом, оказавшись же в меньшинстве, быстро вспоминали о необходимости иметь в партии различные мнения. Многие делегаты XIV съезда прямо говорили, что Зиновьев правит Ленинградом, как «наместник», да и Лашевич в Сибири не проявил никакого «демократизма». Когда Крупская прямо заявила, что большинство может и ошибаться, и Ленин оказался меньшинством на IV съезде РСДРП (1906) в Стокгольме, делегаты резко выступили против подобных сравнений себя с меньшевиками.
Во время «свержения» Зиновьева в 1925 году Троцкий предпочёл хранить молчание; однако он отметил в своих дневниках тот факт, что ленинградская парторганизация единогласно или почти единогласно приняла резолюцию против ЦК, а московская — против ленинградской.
Левая оппозиция в ВКП(б) Зиновьева и Каменева была осуждена на XIV съезде (декабрь 1925 года). На стороне «зиновьевцев» оказалась лишь одна ленинградская делегация. Полемика оказалась весьма бурной; обе стороны охотно прибегали к оскорблениям и нападкам друг на друга. Довольно типичным было обвинение Зиновьева в превращении в «феодала» Ленинграда, в разжигании фракционного раскола. В ответ ленинградцы обвиняли центр в превращении в «московских сенаторов».
Согласно решению предыдущего, XIII, съезда, XIV съезд должен был проходить в Ленинграде. Однако Сталин, понимая, в какой обстановке он окажется, добился проведения съезда целиком в Москве. При открытии съезда «зиновьевцы» предложили провести в Ленинграде «хотя бы одно-два первых заседания» съезда, но было отклонено и это предложение.
На XIV съезде Сталин впервые выступил с официальным Политическим отчётом ЦК, тем самым отчетливо заявив о себе, как о новом лидере партии.
Особым скандалом закончилось выступление Каменева. В конце своего крайне длинного и во многом скучного доклада, он заявил, что «Мы против того, чтобы создавать теорию „вождя“, мы против того, чтобы делать „вождя“…я пришёл к убеждению, что тов. Сталин не может выполнить роли объединителя большевистского штаба». После этого выступление было прервано выкриками с места «Раскрыли карты!», «Мы не дадим вам командных высот!», «Сталина! Сталина!», «Вот где объединилась партия!».
Согласно словам самого же Сталина на XIV съезде,

…мы, большинство членов ЦК, не согласились с товарищами Зиновьевым и Каменевым, потому что понимали, что политика отсечения голов чревата крупными неприятностями для партии. Этот метод кровопускания — а они хотят крови — опасный и заразительный; сегодня отсекаем одну голову, завтра — другую, а затем и третью: кто же останется в партии?

По окончании съезда обстановка стала ещё более скандальной. Известно, что некоторые «сталинцы» наладили в Ленинграде нелегальное распространение материалов XIV съезда, тогда как ленинградское ГПУ по приказу Зиновьева прямо боролось с этим распространением. В 1926 году Сталин организовал массовую чистку ленинградской парторганизации от «зиновьевцев»; тогда как ряд лидеров предпочли забаррикадироваться в своих кабинетах, основная масса рядовых коммунистов предпочла не рисковать своими карьерами, и восприняла замену Зиновьева на «сталинца» Кирова довольно равнодушно. По описанию самого же Кирова, впрочем, «встретили нас здесь не особо гостеприимно» (письмо Орджоникидзе 10 января 1926), и «положение здесь отчаянное, такого я не видел никогда» (письмо жене 16 января).
Уже 28 декабря 1925 года редактором «Ленинградской правды» вместо Закс-Гладнева, шурина Зиновьева, был назначен Скворцов-Степанов. В январе 1926 в Ленинград прибыли делегации ЦК, ЦКК и ЦК ВЛКСМ в составе Ворошилова, Молотова, Калинина, Рудзутака, Томского и др. 7 января сменён секретариат Ленинградского губкома, первым секретарём стал хорошо знакомый Сталину по Закавказью Киров. Прошли чистки также в Мурманске и Новгороде. Такой крупный ленинградский «зиновьевец», как Евдокимов Г. Е., решением январского пленума ЦК 1926 года был переведён в Москву, на его место назначен «сталинец» Шверник Н. М.
Основным внешнеполитическим содержанием периода стала начавшаяся полоса признания СССР иностранными державами (в частности, Британия признала СССР ещё 2 февраля 1924 года). Окончательное затухание революционной волны в Европе стало очевидным, Коминтерн был вынужден отказаться от провоцирования новых выступлений за рубежом.

## Дискуссия о методах и темпах индустриализации. 1923—1928
В 1923—1924 годах сторонник Троцкого, видный экономист Преображенский выдвинул доктрину так называемого «первоначального социалистического накопления», по аналогии с «первоначальным капиталистическим накоплением». Предполагалось финансировать ускоренную индустриализацию страны за счёт усиленного обложения «докапиталистических форм хозяйства», то есть крестьянского большинства. Орудиями такого обложения должны были стать не только налоги, но и неэквивалентный обмен города с деревней (по меткому определению Троцкого — «ножницы цен»), завышенные железнодорожные тарифы, печатание необеспеченных денег («эмиссионный налог») и др.
Согласно Преображенскому, дальнейшее существование НЭПа и декларированный курс на построение социализма несовместимы. С его точки зрения, в режиме «военного коммунизма», несмотря на все его недостатки и извращения, имелось здоровое ядро: социализация средств производства, уничтожение частного сектора экономики, замена денежной системы государственным распределением.
Свои взгляды Преображенский изложил в работе «Новая экономика» (1924—1925). Первое же упоминание «первоначального социалистического накопления» относится к 1923 году.
Бухарин в 1925 году обрушился на теоретические концепции «левых» в лице Преображенского и Пятакова. Он высказал обвинение в «военно-феодальной эксплуатации деревни», в подрыве «смычки» с крестьянством. Со своей стороны, он предложил медленные темпы индустриализации, постепенное «врастание в социализм» крестьян.
XIV съезд (1925) официально декларировал необходимость индустриализации, однако никак не определил её темпов и методов финансирования. Вплоть до 1928 года в ЦК продолжала господствовать доктрина Бухарина на необходимость сохранения НЭПа, и кооперации, как «столбовой дороги к социализму».

## Сталин-Бухарин против «объединённой оппозиции» (троцкистско-зиновьевского блока). 1926—1927
1 января 1926 года Сталин Пленумом ЦК ВКП(б) был снова утверждён на посту Генерального секретаря ЦК ВКП(б).
К тому времени возникла «теория победы социализма в одной стране», впервые высказанная Сталиным ещё в декабре 1924 года. Этот взгляд развивал Сталин в брошюре «К вопросам ленинизма» (1926), программной работе, призванной укрепить репутацию Сталина, как идеолога и теоретика.
В ходе дискуссии вопрос о победе социализма разделился на две части — вопрос о полной победе социализма, то есть о возможности построения социализма и полной невозможности реставрации капитализма внутренними силами, и вопрос об окончательной победе, то есть невозможности реставрации благодаря вмешательству западных держав, что было бы исключено только путём установления революции на Западе.
Сближение политических платформ Троцкого и Зиновьева обнаружилось уже на апрельском пленуме ЦК 1926 года. В своём содокладе по вопросам хозяйственного строительства он потребовал увеличения темпов индустриализации, что было отвергнуто большинством ЦК, в том числе Сталиным, но встретило одобрение Каменева, Зиновьева и Пятакова. На июльском объединённом пленуме ЦК и ЦКК 1926 года блок окончательно оформился. 13 оппозиционеров выпустили «Заявление тринадцати» с антибюрократической критикой. За организацию нелегального оппозиционного собрания в подмосковном лесу Лашевич исключён из ЦК и снят с должности зампреда Реввоенсовета.
Создалась так называемая Левая оппозиция в ВКП(б) («Объединённая оппозиция»), выдвинувшая лозунг «перенесём огонь направо — против нэпмана, кулака и бюрократа». К этому времени, несмотря на все заверения, прозвучавшие на XIV съезде, Зиновьев и Каменев уже потеряли все свои высокие посты. 26 марта Зиновьев был снят с должности председателя Ленсовета. По итогам июльского пленума, 23 июля с должности председателя ИККИ и выведен из Политбюро. Каменев 18 декабря 1925 года был также выведен из Политбюро (и переведён в кандидаты в члены), 15 января снят с поста председателя Моссовета, 19 января — поста председателя Совета Труда и Обороны, объединявшего ряд ключевых наркоматов. Параллельно он был назначен наркомом внешней торговли, а затем — послом в Италию.
«Сложение сил» Троцкого и Зиновьева для многих современников выглядело фантастическим, ведь ещё годом ранее Зиновьев обвинял Сталина в так называемом «полутроцкизме» на основании того, что Троцкий не исключен из партии, и ему не запретили печататься. Согласно Кирову,

…нигде троцкизм не был так разбит… как в Ленинграде,.. потом вдруг неожиданно состоялось знаменитое братание между Зиновьевым и Троцким. Этот шаг показался ленинградской [партийной] организации чем-то совершенно волшебным.

Сами же Зиновьев и Троцкий в своих выступлениях на июльском пленуме 1926 года назвали свои прошлые разногласия «ошибками». На упрёки во фракционности Зиновьев заявил, что «семёрка» 1924 года (куда входил и Сталин) также являлась неуставным фракционным органом.
Планы Сталина хорошо видны из его письма Молотову и Бухарину 15 июня 1926 года. В нём он прямо пишет о намерении «набить морду Тр[оцкому] и Грише [Зиновьеву] с Каменевым», и сделать из них «отщепенцев, вроде Шляпникова» (бывший лидер «рабочей оппозиции»).
В этот период группа Сталина — Бухарина стояла на «умеренных» позициях, в противовес «левацкой» критике группы Троцкого — Зиновьева: осторожность и отказ от форсирования «мировой революции» во внешней политике, развитие «смычки с деревней» во внутренней. В рамках кампании «повернёмся лицом к деревне» был даже на какое-то время организован массовый приём крестьян в партию.
«Левые» при этом обвиняли большинство ЦК в бюрократизме, недооценке растущей «кулацкой опасности», требовали борьбы с нэпманами. Объективно они выражали интересы значительной части рабочих, недовольных негативными сторонами НЭПа: резко выросшее неравенство, ставшая уже значительным социальным злом безработица.
Одним из основных поводов для дискуссий с 1924 года стал вопрос об индустриализации («построении материально-технической базы социализма»; коммунисты, именовавшие свою власть «диктатурой пролетариата», пришли к власти в аграрной стране, где рабочие составляли небольшое меньшинство). XIV съезд принял решение о необходимости индустриализации, однако так и не пришёл к единому мнению о её темпах и методах финансирования.
«Левые» продвигали лозунг форсированной «сверхиндустриализации» за счёт массовой выкачки средств из деревни. По аналогии с «первоначальным накоплением» при капитализме, это именовалось «первоначальным социалистическим накоплением»; декларировалось, что СССР не может прибегнуть ни к иностранным кредитам (поскольку находится во «враждебном капиталистическом окружении»), ни к ограблению колоний (которых у него нет). Бухарин называл подобные требования «взиманием дани» и «военно-феодальной эксплуатацией» деревни.
В октябре 1926 года оппозиция выступила с заявлением о «перемирии» с большинством ЦК, о своём отказе от фракционной борьбы перед лицом угрозы раскола партии. Однако на деле борьба вскоре продолжилась снова.
В 1927 году атмосфера в партии и в стране стала особенно взрывоопасной. В борьбе с оппозицией большинство всё чаще прибегало к обструкциям, которые в 1917—1918 годах активно применялись в советских органах против меньшевиков и эсеров. Ораторов прерывали криками, забрасывали различными предметами и даже силой стаскивали с трибун. Сталин постепенно вытеснял оказавшуюся в меньшинстве оппозицию за рамки «советской легальности».
По описанию Троцкого,

Аппарат дал бешеный отпор. Идейная борьба заменилась административной механикой: телефонными вызовами партийной бюрократии на собрания рабочих ячеек, бешеным скоплением автомобилей, рёвом гудков, хорошо организованным свистом и ревом при появлении оппозиционеров на трибуне. Правящая фракция давила механической концентрацией своих сил, угрозой репрессий. Прежде чем партийная масса успела что-нибудь услышать, понять и сказать, она испугалась раскола и катастрофы.

Лидеры оппозиции имели огромный опыт дореволюционной подпольной деятельности, и начали применять его уже в борьбе со Сталиным: организация нелегальных «смычек» с рабочими, распространение запрещённой фракционной литературы. По описанию Иссаака Дейчера, оппозиционеры проводили нелегальные встречи в лесах, на кладбищах, выставляя собственную охрану и патрули. Имелись свои координационные центры, которые поддерживали связь даже со сторонниками оппозиции в ОГПУ и в армии (в частности, с Примаковым и Путна В. К.). В Москве и Ленинграде на нелегальных «смычках» с рабочими побывало до 20 тыс. чел.
9 июня 1927 года оппозиция организовала на Ярославском вокзале шумные проводы Смилги И. Т., направленного ЦК на Дальний Восток.
Особым скандалом сопровождалась организация оппозицией нелегальной типографии, разгромленной ГПУ в сентябре 1927 года. В этом инциденте был замешан некий бывший белогвардейский офицер, в действительности являвшийся агентом ОГПУ; этот факт позволил Сталину обвинить оппозиционеров в сотрудничестве с контрреволюционерами.
В августе-сентябре 1927 года озлобленный Троцкий выдвинул «тезис о Клемансо»; он предсказал, что с началом новой войны сталинское руководство окажется таким бездарным, что враг окажется под Москвой. В этом случае он прямо пообещал расстрелять всех сталинцев, и привести страну к победе.
Высшей точкой борьбы стала организация параллельной троцкистской демонстрации 7 ноября 1927 года. После этого левая оппозиция окончательно прекратила существование: ноябрьский объединённый пленум ЦК и ЦКК исключил Троцкого и Зиновьева из партии, что было подтверждено XV съездом в декабре 1927.

Товарищи, прежде чем исключить из партии Зиновьева и Троцкого, президиум Центральной контрольной комиссии поставил им условие: отказаться от нелегальных собраний, и только. Не то, что фракцию распустить, не то, что отказаться от взглядов, несовместимых с пребыванием в партии, а только одно требование: отказаться от нелегальных собраний. Выступайте на ячейках, на собраниях, развивайте свою платформу, все, что угодно, только откажитесь от нелегальных собраний. Как вы думаете, товарищи, что это требование — чрезмерное, что это — четвертование людей? В одной партии сидим и говорим: можете развивать свои взгляды, выступать открыто на собраниях, но только откажитесь от нелегальных собраний.
Из официального доклада ЦКК на XV съезде (Орджоникидзе).

Демонстрируя «внутрипартийную демократию» и утерю оппозицией популярности, Сталин инициировал в 1927 году ранее традиционную предсъездовскую внутрипартийную дискуссию. Она была официально объявлена 23 октября объединённым пленумом ЦК и ЦКК, и началась 1 ноября. По итогам дискуссии за генеральную линию проголосовало 725 тыс. чел., за оппозицию — 6 тысяч.
Были проведены массовые чистки партии от рядовых оппозиционеров, многие лидеры переводились на второстепенные должности и, по опыту ещё царского правительства, отправлялись в ссылки (в частности, Белобородов, Радек, Муралов, Смилга, Раковский и др.). В январе 1928 года Троцкий был сослан в Алма-Ату. Высылка Троцкого сопровождалась демонстрацией, в которой приняли участие до 3 тыс. чел. Сам Троцкий идти отказался, и его несли на руках.
Зиновьев и Каменев капитулировали перед Сталиным уже к лету 1928 года, и 22 июня были восстановлены в партии (вновь исключены 9 октября 1932, и восстановлены 14 декабря 1933). На XVII съезде в феврале 1934 они выступили с покаянными речами, но уже в декабре, после убийства Кирова, были арестованы.
5 ноября 1929 года расстрелян известный террорист Блюмкин Я. Г.; стало известно, что он нелегально установил связь с Троцким, к этому времени уже высланному в Турцию. В декабре 1929 расстрелян оппозиционер Рабинович Б. Л., пробравшийся на работу в ОГПУ.

## Сталин против Бухарина. Борьба с «правым уклоном» 1928—1929
В 1927 году левые с их идеями были разгромлены, но уже в 1928 году настроение умов резко поменялось. Одной из основных причин для этого стал кризис хлебозаготовок 1927 года. По сравнению с 1913 годом товарность хлеба упала с 22-25 % до 16-17 %. По итогам 1927 года было закуплено 300 млн пудов хлеба по сравнению с годом ранее.
Наблюдалось массовое придерживание крестьянами хлеба (так называемая «кулацкая хлебная стачка»), в связи с чем возникла угроза повторения той дезорганизации снабжения армии и городов хлебом, которая наблюдалась во время Гражданской войны. Лозунги борьбы с «кулаками» всё ещё оставались популярными в партии, преимущественно рабочей по составу, и помнящей фактическую войну города и деревни времён «военного коммунизма». Государство нуждалось в поддержке значительного экспорта хлеба, за счёт чего предполагалось финансировать индустриализацию; между тем на мировом рынке цены на зерно начали падать.
Основным внешнеполитическим содержанием 1927 года стало резкое обострение отношений с Великобританией, и провал советской политики в Китае. Страну охватил военный психоз, которым воспользовался Сталин для окончательного организационного разгрома «левых». Известно, что население в 1927 году начало массово скупать предметы первой необходимости. Это также подхлестнуло кризис хлебозаготовок 1927 года, ставший последним экономическим кризисом НЭПа.
В 1928 году партия стала постепенно переходить на прямо нерыночные методы хлебозаготовок. «Сталинцы» начали открыто «перехватывать» лозунги разгромленного «троцкистско-зиновьевского блока»: объяснение кризиса «саботажем кулачества», принудительное развёртывание хлебных поставок по твёрдым ценам среди зажиточных слоёв деревни (фактически, масштабы «хлебного займа» были даже превышены по сравнению с предложениями левых, и легли своей тяжестью также и на средние слои деревни).
Следует также отметить, что крестьянское большинство населения страны традиционно практически не было представлено в среде коммунистов (всегда считавших себя в первую очередь рабочей партией). В этих условиях в ВКП(б) нашлось много желающих надавить на деревню.
Принудительное изъятие хлеба, ограниченное и осторожное в 1928 году, в 1929-м стало уже массовым (до трети всего хлеба), зарегистрировано до 1300 «кулацких мятежей». Ситуация усугублялась в связи с началом мирового экономического кризиса (Великая депрессия).
Ситуация была напряжённой также потому, что в РККА в силу демографических причин традиционно сохранялось крестьянское большинство. Согласно докладу председателя ЦКК Орджоникидзе Г. К. на XV съезде (1927), крестьян в кадровом составе армии было 71,3 %.
Так же, как и во время Гражданской войны, предпринимались попытки натравить одну часть деревни на другую — до 25 % конфискованного хлеба передавалось деревенской бедноте.
Сталин в 1928 году обвиняет Бухарина и его союзников в «правом уклоне» и начинает фактически реализовывать программу «левых» на сворачивание НЭПа и форсированную индустриализацию. Уже на VI Конгрессе Коминтерна (1928) «правый уклон» был назван главной опасностью для международного коммунистического движения.
В числе «правых уклонистов» оказалась не только группа Бухарин-Рыков-Томский, но также, например, Угланов Н. А. и Рютин М. Н., руководившие разгромом «левых» в Москве.
В 1928 году был принят первый пятилетний план. Лозунг перехода от «рыночной стихии» к плановой экономике выдвигался и ранее, по крайней мере с 1923 года (в том числе и Троцким), однако ранее рассматривался, как утопический.
В 1929 году стало известно о факте негласных переговоров Бухарина с Каменевым о формировании «право-левого» блока.
Сокрушительным поражением Бухарина-Рыкова стал апрельский объединённый пленум ЦК и ЦКК 1929 года, на котором «правый уклон» был осужден 300 голосами против 13. Осторожный двухлетний план Рыкова также был отвергнут. На ноябрьском пленуме ЦК 1929 года принадлежность к «правому уклону» была признана несовместимым с дальнейшим пребыванием в партии, развернулись массовые исключения.
Новая «генеральная линия» начала описывать «правых» как «кулацкую агентуру в партии», а бухаринскую теорию «врастания кулака в социализм», как «антимарксистский».
Параллельно с политическим уничтожением «правых» в стране начались первые серьёзные репрессии против так называемой «буржуазной интеллигенции». В 1928 году в рамках печально известного Шахтинского дела был осуждён ряд дореволюционных технических специалистов, обвинённых в так называемом «вредительстве».
Об истинной подоплёке этого и последующих процессов довольно откровенно пишет Хрущёв в своих воспоминаниях:

…в народе, особенно среди рабочих, было сильное «спецеедское», антиспецовское настроение, и партийным организациям приходилось очень много затрачивать усилий, чтобы сдерживать его. К тому же очень сильной была уравнительная тенденция. Это и понятно, потому что страна была разорена, рабочие жили хуже, чем при капитализме, голодали. Кроме того, рабочие находились под влиянием победы революции, и им представлялось, что тотчас люди станут жить лучше, чем раньше, потому что раз люди равны перед законом, то они должны уравняться и в материальной обеспеченности. Наконец, когда наша партия назвала себя коммунистической и мы приступили к строительству социализма, то многие считали, что средства потребления должны быть разделены между всеми, кто трудится. А тут вдруг советская власть выделила специалистов, дала им большие оклады, рабочие остались при прежних окладах или более низких, чем в прежнее время. Это подогревало «спецеедство». Специалисты имели раньше отдельные квартиры с коммунальными удобствами, рабочие же ничего этого не видели. Коммунальные услуги у них выражались в том, что воду, например, на некоторых рудниках и шахтах в Донбассе привозили в бочках, а на некоторых стояли распределительные колонки. Часто вода находилась на большом удалении, и рабочие месили грязь, идя за ней туда и обратно. На базар и специалисты, и жены их, и прислуга ездили на лошадях. Особенно против жен и прислуги злобное было настроение у рабочих. Ни одно их собрание не проходило без того, чтобы не поднимался этот вопрос…
Большевики понимали, что надо привлечь буржуазных специалистов к работе, не только угрожая им, а и заинтересовывая. На первых порах это выражалось в том, чтобы в какой-то степени дать им привилегии, хотя бы и неполные, вроде тех, которые они имели при капитализме: сносные квартиры, средства передвижения и т. д. Главный инженер рудника имел пару лошадей, а инженер Гладовский, наш начальник мастерских, — одну лошадь с кучером. Это, конечно, не особенно-то жирное обеспечение. Но ведь рабочие, естественно, и этого не имели.

В ноябре 1927 года началось строительство Днепрогэса; в 1925 году этот проект продвигался Троцким, однако Сталин тогда был против. В 1930 началось планирование Магнитогорского металлургического комбината.
Вскоре после принятия первого пятилетнего плана его показатели начали многократно повышаться. На XVI съезде (1930) Сталин потребовал выполнения пятилетки в 4 года. Необходимость финансирования строительства множества электростанций, металлургических и тракторных заводов привела в том числе и к массовому печатанию необеспеченных денег, очередям и восстановлению карточной системы в 1931 году.